# Erkenntnistheorie

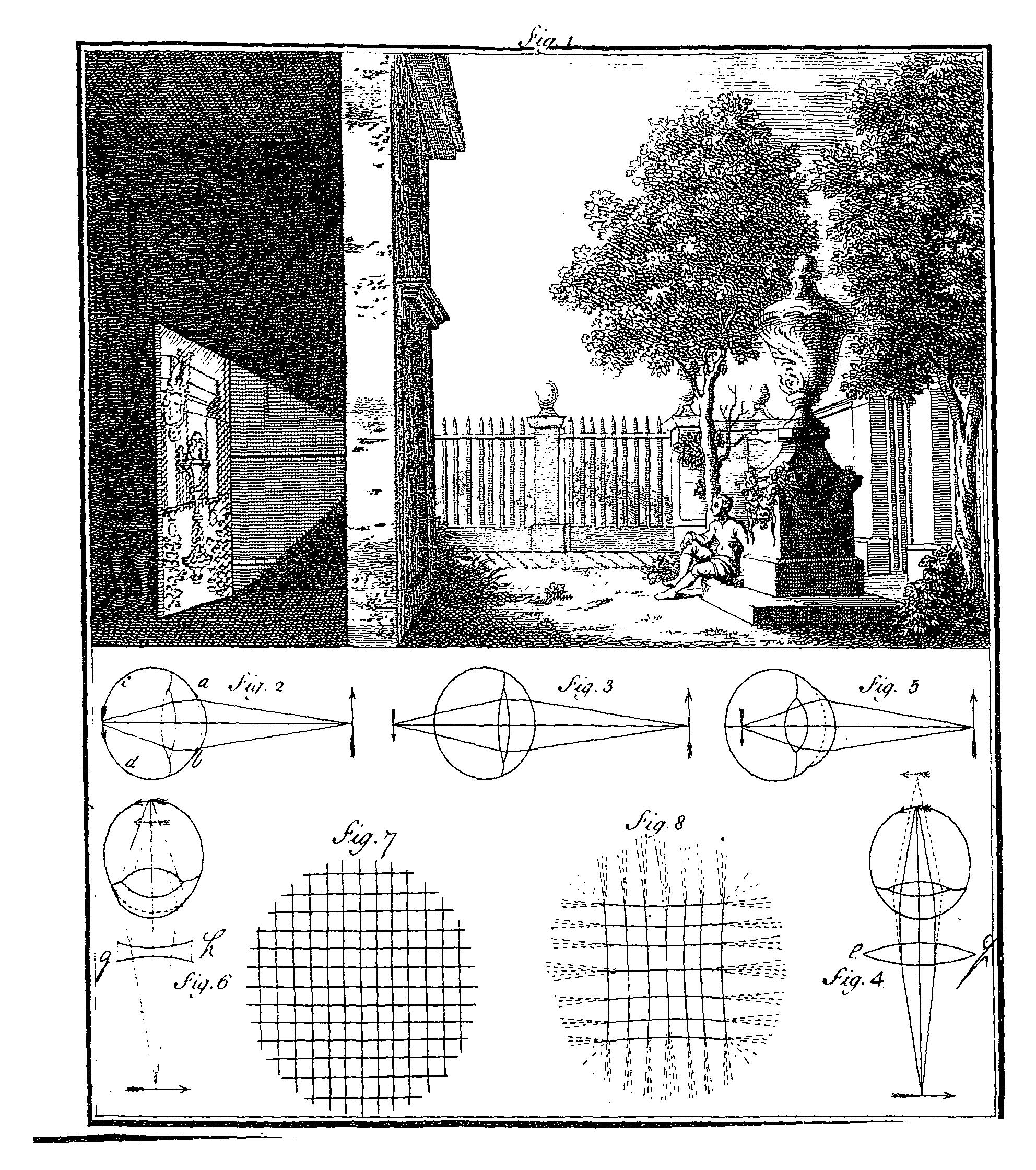
Erkenntnis und ihre theoretische Reflexion; Abbildung aus James Ayscough, A Short Account of the Eye and Nature of Vision (London, 1752), S. 30

Die Erkenntnistheorie (auch Epistemologie oder Gnoseologie oder Abbildtheorie) ist ein Hauptgebiet der Philosophie, das die Fragen nach den Voraussetzungen für Erkenntnis, dem Zustandekommen von Wissen und anderer Formen von Überzeugungen umfasst. Dabei wird auch untersucht, was Gewissheit und Rechtfertigung ausmacht und welche Art von Zweifel an welcher Art von Überzeugungen objektiv bestehen kann.

## Begriffe
Epistemologie (von altgriechisch ἐπιστήμη epistéme „Erkenntnis, Wissen, Wissenschaft“ und -logie) ist eine auf das Griechische zurückgreifende Wortbildung. Einige Sprachen benutzen diesen Ausdruck gleichbedeutend mit Erkenntnistheorie: Es gibt im Englischen etwa theory of knowledge neben epistemology, im Niederländischen kennistheorie neben epistemologie. Eine begriffliche Differenz wurde im 20. Jahrhundert in der französischen Philosophie zwischen Théorie de la connaissance und épistémologie angeboten: Das erstgenannte Wort sollte demnach eher für analytische Auseinandersetzung mit den grundsätzlich bestehenden Möglichkeiten der Erkenntnis stehen, das letztgenannte für eine Erforschung epochaler Wissensformationen, der so genannten Epistemen, und ihres Einflusses auf die Konzeptualisierung der Welt. Die französische Schreibweise Épistémologie wird in der Folge im Deutschen zuweilen benutzt, um die spezielle französische Forschung zu benennen. Diese Unterscheidungen werden aber kaum noch durchgehalten, die Begriffe werden zunehmend äquivalent benutzt.
Das deutsche Wort Erkenntnistheorie wurde erst Mitte des 19. Jahrhunderts gebräuchlicher, als sich ein praxisorientierterer, eher theorieferner Umgang mit Erkenntnis in den Naturwissenschaften vom philosophischen, eher theoretischen abspaltete. In der Auseinandersetzung mit Immanuel Kant (namentlich in den Arbeiten Wilhelm Traugott Krugs) wurde der Begriff Anfang des 19. Jahrhunderts vorformuliert. Philosophen wie John Locke und David Hume hatten im 17. und 18. Jahrhundert über das „Human Understanding“ (das menschliche Verstehen) ihre Grundlagenwerke geschrieben und sich dabei bereits in einer mindestens bis zur antiken Philosophie zurückreichenden Tradition gesehen.
Die auf Gnosis (von altgriechisch γνῶσις gnosis Erkenntnis) zurückgehenden Begriffsbildungen wie neugriechisch γνωσιολογία gnosiologia und spanisch gnoseología verweisen auf die philosophische Debatte der Spätantike zurück (siehe dazu eingehender das Kapitel Gnostik und christliche Spätantike).

### Bedeutung als kritischer Metadiskurs
Überlegungen der Erkenntnistheorie setzen sich im größeren Bogen auseinander mit gängigen Wissensbeständen, mit der Wissenschaftstheorie, mit den benachbarten Feldern der Philosophie wie der Logik und der Ethik sowie mit der erkenntnistheoretischen Diskussion selbst. Die Erwägungen gelten weniger konkretem Wissen als dessen Einstufung, je nachdem, ob es etwa auf Sinneswahrnehmungen, logischen Schlussfolgerungen, Modellannahmen mit Versuch und Irrtum, Erkenntnis der Wahrheit durch Offenbarung und Reflexion angeborener Ideen und Kategorien beruht, um hier intensiv diskutierte Einordnungen zu benennen. Konkrete Wissensbestände werden in den Debatten oft nur als Beispiele benutzt, um an ihnen grundsätzliche Annahmen zu diskutieren. Erkenntnistheoretische Diskussionen entwickeln gesellschaftliche Sprengkraft, wo immer sie Aussagen mit grundlegendem Wahrheitsanspruch in Frage stellen.
Gegenüber alltäglichen Überlegungen gewinnen die erkenntnistheoretischen im selben Moment oft eine kaum ernstzunehmende Dimension. Wittgenstein sprach das 1951 in seinen Überlegungen Über Gewißheit (erst nach seinem Tode 1969 veröffentlicht) mit Humor an:

„Ich sitze mit einem Philosophen im Garten; er sagt zum wiederholten Male: ‚Ich weiß, dass das ein Baum ist‘, wobei er auf einen Baum in der Nähe zeigt. Ein Dritter kommt daher und hört das, und ich sage ihm: ‚Dieser Mensch ist nicht verrückt: Wir philosophieren nur.‘“

Für den Erkenntnistheoretiker ist anders als im Alltag nicht das einzelne anzweifelbare Faktum interessant, sondern die Überlegung, mit der an einem ganzen Bereich von Wissensbeständen gezweifelt werden kann. Die grundsätzlichen Annahmen, die in diesem Bereich bestehen, lassen sich im selben Moment klarer ansprechen:

„Es käme mir lächerlich vor, die Existenz Napoleons bezweifeln zu wollen; aber wenn Einer die Existenz der Erde vor 150 Jahren bezweifelte, wäre ich vielleicht eher bereit aufzuhorchen, denn nun bezweifelt er unser gesamtes System der Evidenz. Es kommt mir vor, als sei das System sicherer als eine Sicherheit in ihm.“

Die gezielt gestalteten Probleme bezeichnet man in der Erkenntnistheorie als Aporien. Sie erweisen sich in der Regel nach kurzer Überlegung als mit menschlicher Erkenntnis unlösbar. Man kann ihnen dank ihrer Einfachheit umso klarer mit Musterlösungen begegnen, deren Konsequenzen in den Folgeüberlegungen dann überschaubar bleiben.
Ob man träumt oder wacht, ist eines der ältesten dieser Probleme. Spannend sind die fundamentalen Antworten – etwa die des Solipsismus (von lateinisch solus ipse „selbst allein“), nach der alles, was man für Wahrnehmung erachtet, sich nur im Bewusstsein abspielt, ein einziger Traum ist, und es unbeweisbar und daher unentschieden ist, ob es außer diesem Bewusstsein etwas gibt.

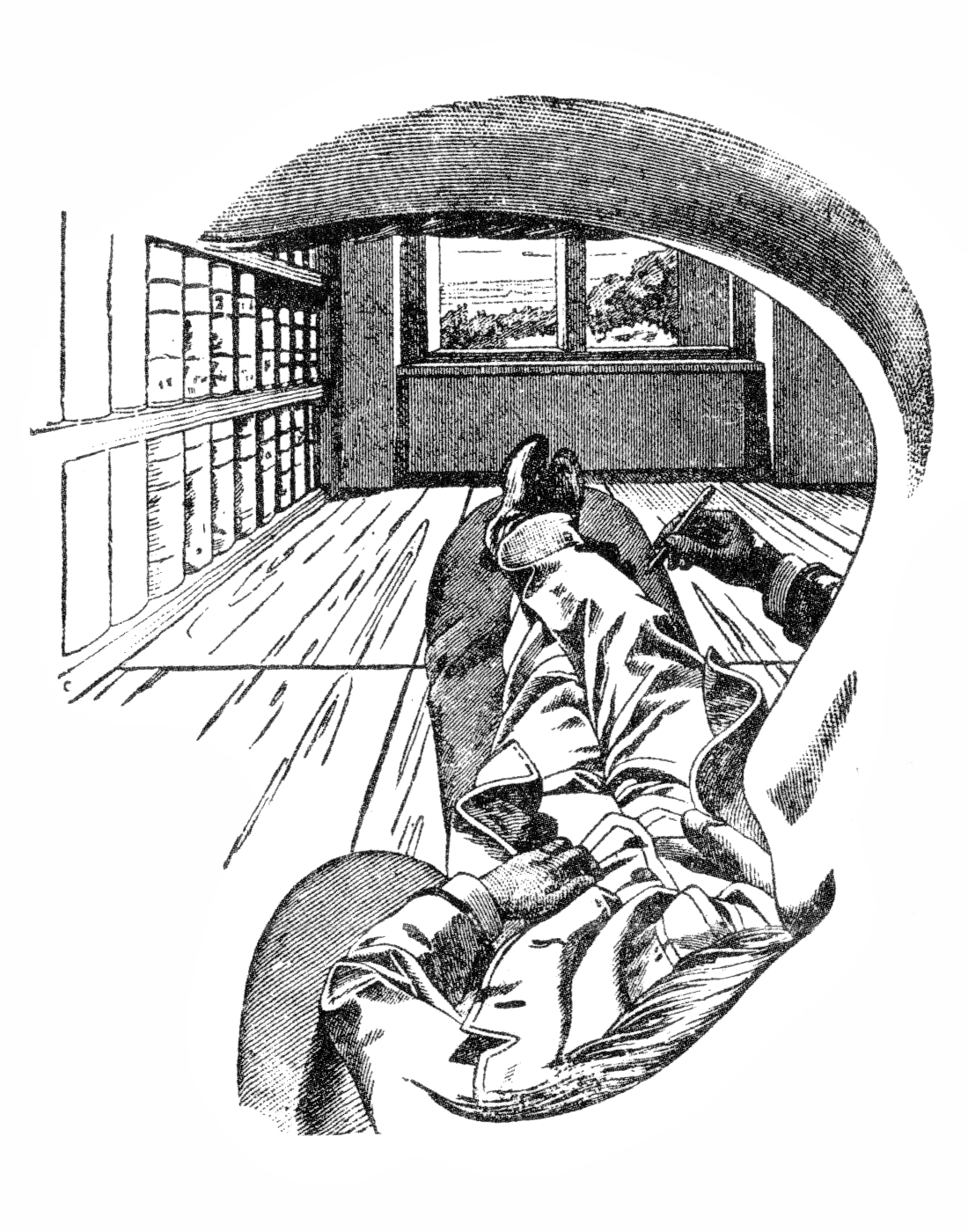
Die Welt, wie ich sie (mit einem Auge) sehe. Welche Teile dieses Bildes gehören zu „mir“, welche zur „Außenwelt“, mit welcher Interpretation der Wahrnehmungen leiste ich die Zuordnung? Abbildung aus Ernst Mach: Die Analyse der Empfindungen. (1900), S. 15.

In der Alltagssicht ist das zwar eine bedenkliche Lösung, man geht jedoch bis zu einem bestimmten Punkt tatsächlich von ihr aus: Die verbreitete Alltagslogik ist es, dass es die Welt gibt und dass sich die Menschen mittels Sinneswahrnehmungen ein Bild von ihr machen. Es ist jedoch bekannt, dass dieses Bild nie wirklich mit der Welt verglichen wird. Man kann ein Foto mit dem vergleichen, was es abbildet, nicht aber das eigene Bild des Raumes mit diesem – man erhält allenfalls fortwährend neue Bilder des umgebenden Raums. Die Theorie, dass der Mensch über Bilder der Welt verfügt, basiert – erkenntnistheoretisch betrachtet – auf Analogieschlüssen und einem Modell, das in Interpretation der menschlichen Wahrnehmungen aufgebaut wird. Man beobachtet andere Menschen und vermutet, dass diese die Welt (wie man selbst) wahrnehmen. Wenn man sich bewegt, verändert sich die eigene Sicht ähnlich wie das Bild in einem Kameradisplay, wenn man diese schwenkt. Es liegt nahe, anzunehmen, dass man sich in der Welt bewegt und dabei diese spezifischen Veränderungen der eigenen Wahrnehmungen erzeugt. Ernst Machs Eröffnungskapitel zu seinem Buch Analyse der Empfindungen (1900) skizziert das als Ergebnis eines Modells mit den weiteren Fragen an die Regeln für Modelle, die Physiker entwickeln.
Ludwig Wittgenstein verwies mit den zitierten Denkspielen darauf, dass im Alltag eigene Bewertungen solcher Fragen gelten. Die beiden Philosophen zogen es gegenüber dem zufälligen Passanten vor, klarzustellen, dass sie nicht wirklich an der Existenz von Bäumen zweifelten, sondern „nur philosophierten“. Sie gingen im selben Moment davon aus, dass der Passant genau wie sie über zwei Kategorien für ein und denselben Zweifel verfügte: Entweder wird hier philosophiert, oder der Zweifel ist ein Zeichen von Realitätsverlust, wie ihn etwa Unfallopfer in akuten Belastungsreaktionen mitunter kurzfristig aufweisen, wenn ihnen das Geschehene deutlich unwirklich vorkommt. Im Fall des Unfallopfers akzeptiert man die Interpretation, dass nicht wahr ist, was soeben geschah, als vorübergehendes Ausweichmanöver, als sogenannte Dissoziation. Wenn jemand längerfristig vermutet, seine Gedanken würden von außen gesteuert, er sei nicht mehr frei in seinen Entscheidungen, er höre Stimmen, seine Welt werde von Einbildungen bestimmt, wechselt man im Alltag die Einstufung dieser Sicht: Eine Paranoia kann hier vorliegen. Kultur stellt nicht ohne Weiteres, das wird an diesen Beispielen deutlich, eine einfache Erkenntnistheorie zur Verfügung – schon gar nicht eine in sich schlüssige: In ein und derselben Kultur kann das Gefühl, Stimmen im Kopf zu vernehmen, im Verhalten gesteuert zu werden, als krankhaft eingestuft werden und als religiöse Erfahrung gewürdigt werden. Selbst hier wird man wieder teilen und bestimmte religiöse Erfahrungen würdigen und andere als religiösen Wahn pathologisieren. Die Alltagslogik ist gerade von keiner grundsätzlichen Erkenntnistheorie bestimmt. Noch weniger sieht der Mensch die Realitätswahrnehmung für einfach subjektiv an. Man gibt fortwährend Informationen über die eigene Sicht und Empfindung von Situationen und greift verantwortlich ein, wenn jemand in diesem Umfeld nicht mehr kulturell oder persönlich kontrolliert erscheinende Perspektiven entwickelt.

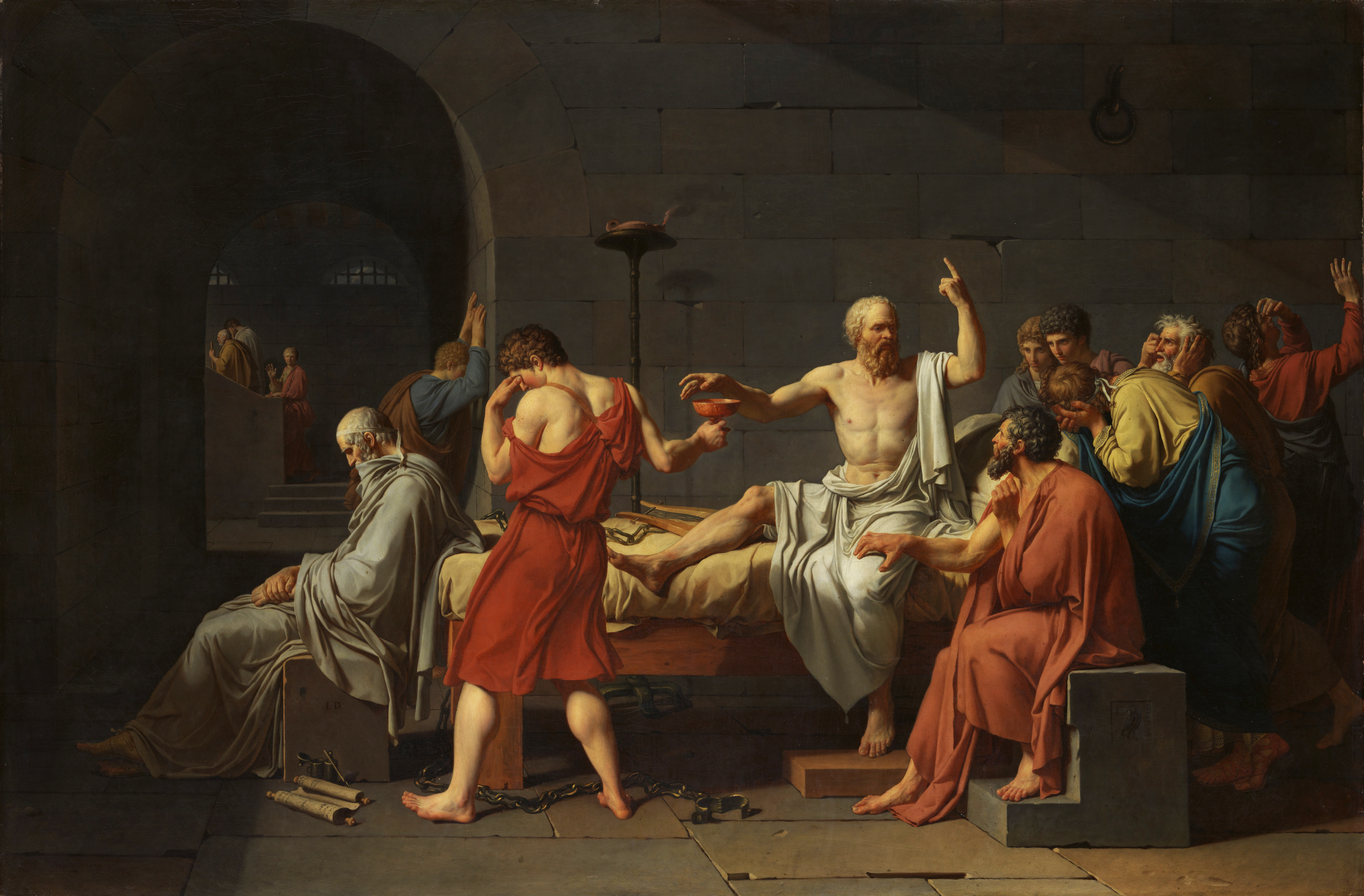
Heroismus und Märtyrertum in der brisanten Wissenschaft: Jacques-Louis Davids Der Tod des Sokrates (1787)

Philosophische Erkenntnistheorie entfaltet sich gegenüber dem alltäglichen Nachdenken durchdacht als „theoretische“, wissenschaftliche Diskussion. Erwägungen, die in diesem zweiten Rahmen angestellt werden, kollidieren nicht mit privaten Perspektiven (wie sie es in Wittgensteins Beispiel am Gartenzaun taten). Sie kollidieren im gelingenden Fall planvoll und potentiell brisant mit öffentlich vertretenen Sichtweisen. Die philosophische Disziplin feiert diese ihre gesellschaftliche Brisanz selbst mit der Fachgeschichte, zu der das Verfahren gehört, das die Stadt Athen 399 v. Chr. gegen den Philosophen Sokrates führte. Man bezichtigte ihn, mit seinem fragenden Philosophieren zum Schaden der Jugend die Gewissheiten von Staat und Religion angegriffen zu haben. Sokrates ließ sich freiwillig hinrichten, bereit sich eher einem Fehlurteil zu unterwerfen, denn ein Unrecht durch ein anderes, das seiner Flucht vor der Verantwortung, wettzumachen. Ein eigener Heroismus ließ sich hier bis in spätere Gemälde des Aktes hinein feiern. Giordano Brunos Hinrichtung auf dem Scheiterhaufen im Jahre 1600, Galileo Galileis „Eppur Si Muove“ werden ähnlich tradiert als Hinweise auf die gesellschaftliche Brisanz des erkenntnistheoretischen Nachdenkens.
Heikel ist die philosophische Analyse in der Öffentlichkeit etablierter Erkenntnis, da die Erkenntnistheorie mit ihr als Metadiskussion auftritt: Sie hinterfragt die Fundamente anderer Diskussionen. Im brisanten Fall tut sie dies an Stellen, an denen öffentlich „unzweifelhafte Wahrheiten“ dogmatisch verkündet werden. Philosophiegeschichtlich ebenso interessant sind die Argumentationen, bei denen Erkenntnistheoretiker öffentliche Sichtweisen durchaus stützen. Der Gottesbeweis, den die Naturwissenschaft des 17. Jahrhunderts formuliert, wirkt effektiv nicht nur als Untermauerung der Religion, er behauptet indirekt, dass die Offenbarungsreligion erkenntnistheoretisch problematisch bleibt, und bietet die Philosophie als universelle Alternative an.
Über die Grenzen der Erkenntnistheorie wird, drittens, vor allem in der Erkenntnistheorie selbst nachgedacht. Wittgensteins späte Überlegungen werfen erst hier ihre weiteren Fragen auf. Im Jahre 1922 hatte er in seinem Tractatus Logico-Philosophicus den Nachweis geführt, dass der Mensch, was auch immer er von der Welt wahrnimmt, in Aussagen zu Sachverhalten überführen könne. Das Projekt war in seinem Vollständigkeitsgedanken spannend; es ließ gleichzeitig aufscheinen, dass Aussagen zu Moral und Kausalität demnach nicht Sachverhalte formulierten, sondern einem ganz anderen Projekt als dem der Abbildung der Welt angehörten. Die Frage nach dem Verhältnis zwischen Sprache und Welt beschäftigte Wittgenstein in den nächsten Jahrzehnten in Tausenden kleiner Beobachtungen, die Problemstellen erkennbar werden ließen. Mit den Überlegungen von Über Gewissheit stellte er am Ende in Frage, dass die Erkenntnistheorie dort beginnt, wo der Zweifel an der Realität einsetzt. Ein und derselbe Zweifel kann unterschiedlichen Status in unterschiedlichen „Spielen“ gewinnen (Wittgenstein sprach von „Sprachspielen“ im Hinweis darauf, dass Menschen in den verschiedenen Situationen nach unterschiedlichen Regeln miteinander umgehen). Man wüsste gerade einmal praktisch, wie das Spiel Zweifel funktioniere – unterschiedlich je nach Art Sorte des Zweifels (das Napoleonbeispiel) und unterschiedlich je nach Situation (über die sich die Philosophen mit dem Passanten einigten). Philosophiegeschichtlich gelesen nahmen die Beispiele eine These des Pragmatismus auf (dass Erkenntnis sich praktisch in Situationen bewährt). Sie kehrten sie dabei um: auch Zweifel funktioniert praktisch. Philosophiegeschichtlich wiederum ging diese Erwägung postmodernen Theorien voran, nach denen es keine geschlossene Weltsicht im sprachlichen Austausch gebe.

### Feld der wissenschaftlichen Methoden- und Theoriereflexion

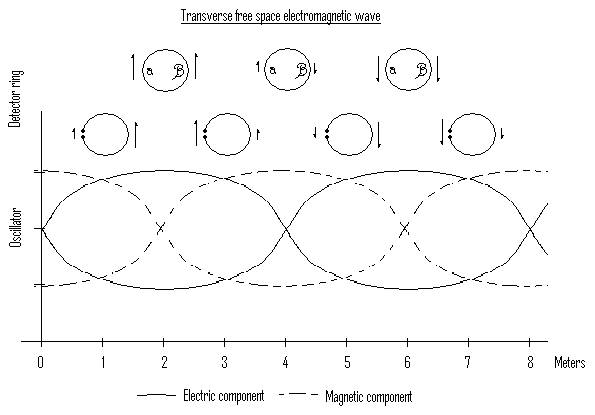
Abbild der Realität oder Modell? Elektromagnetische Transversalwellen, das Ergebnis der von Heinrich Hertz 1887 durchgeführten Experimente

Entscheidende Impulse gingen von der Erkenntnistheorie auf die modernen Wissenschaften aus, diese wiederum haben in Europa in den letzten fünfhundert Jahren die Erkenntnistheorie selbst entscheidend mitgestaltet. Einflussreich waren dabei zuletzt vor allem die erkenntnistheoretischen Diskussionen der theoretischen Physik, der Biologie und der Mathematik. Eine Reihe von Arbeiten der Physik des späten 19. und frühen 20. Jahrhunderts markierte den Umbruch der eigenen Fachdebatte in erkenntnistheoretischen Kapiteln, die den Untersuchungen vorgeschaltet wurden. Heinrich Hertz’ Prinzipien der Mechanik in neuem Zusammenhange dargestellt (1891–1894) und mehrere der Bücher Ernst Machs weisen Darlegungen auf, die heute Meilensteine der philosophischen Debatte sind. Die Methodenkapitel regulärer wissenschaftlicher Arbeiten bleiben demgegenüber zumeist (ohne das Wort Erkenntnistheorie zu beanspruchen) auf die Rechtfertigung getaner Arbeit ausgerichtet. Sie verbinden dabei die methodologische Reflexion (mit welchen Versuchsaufbauten bzw. Untersuchungen versucht wurde, welchen Nachweis zu führen) mit einer Theoriediskussion (von welchen grundsätzlichen Annahmen man ausging). Germanistische Arbeiten haben hier Gemeinsamkeiten mit naturwissenschaftlichen im Angebot, die Reichweite der gemachten Befunde zu definieren.
Die Debatte der Philosophie nimmt – das ist ihre eigene Methode – in der Regel Abstraktionen vor; man diskutiert an Beispielen. Man macht im Blick auf die Beispiele Prognosen darüber, wie die Realität beschaffen sein muss, um sich in der Untersuchung so zu verhalten. Die theoretischen Grundannahmen geben im interessanten Fall Forschungsimpulse. Argumentationen wird abverlangt, dass sie sich einem „vernünftigen“ Nachdenken eröffnen: Wer die Voraussetzungen eines Arguments, seine Prämissen, in ihren Implikationen versteht (versteht, was aus ihnen für die Forschung folgt), soll theoretisch die nachfolgenden Überlegungen ähnlich nachvollziehen können wie eine Rechnung in der Mathematik bei Verständnis der Grundrechenarten. Die Erkenntnistheorie räumt Autoritäten und Institutionen keine weitere Macht in der Beurteilung von Argumentationen ein. Diskussionsteilnehmer sind allenfalls in der Praxis angehalten zu wissen, wer eine bestimmte Argumentation bereits durchführte. Die Argumentationen selbst werden im Blick auf ihre Logik beurteilt. Setzungen kann man ablehnen, wenn man ihnen grundsätzliche Folgeprobleme nachweisen kann. Der Austausch findet vor allem im Blick auf Vorannahmen statt. Deren konsequente Analyse zielt auf die jeweilige Letztbegründung, die Begründung, die übrig bleibt, wenn man jede Antwort auf ihre eigenen Annahmen hin befragte.
Das Studium der Erkenntnistheorie setzt neben der Bereitschaft, Annahmen systematisch zu befragen, eine historische Beschäftigung mit dem Fach voraus. Die meisten Debatten werden Außenstehenden in ihrer Brisanz erst verständlich, wenn sie wissen, welche hier berührten Gedanken bereits durchgespielt wurden. Wittgensteins Beispiel der Philosophen im Garten ist im Alltag eine Anekdote. Im Feld erkenntnistheoretischer Erwägungen nimmt es eine Frage auf, die ebenso im Höhlengleichnis Platons und bei Descartes diskutiert wurde, um die eingehendere Frage nun auf Einzelaspekte zu richten (in der konkreten Konstellation darauf, wie Zweifel im Alltag und unter Philosophen funktioniert und inwieweit beide Bereiche des Zweifels miteinander verbunden sind). Die Beschäftigung mit Erkenntnistheorie als Fundus von Überlegungen befähigt Diskussionsteilnehmer zu ermessen, worum es mit dem Beispiel geht. Gleichzeitig wurde die Geschichte der Erkenntnistheorie wie die Literatur- und Kunstgeschichte in den letzten zwei Jahrhunderten der eigene Gegenstand von Interesse an einer Geschichte epochaler Geisteszustände.

### Debatte von historischer Signifikanz

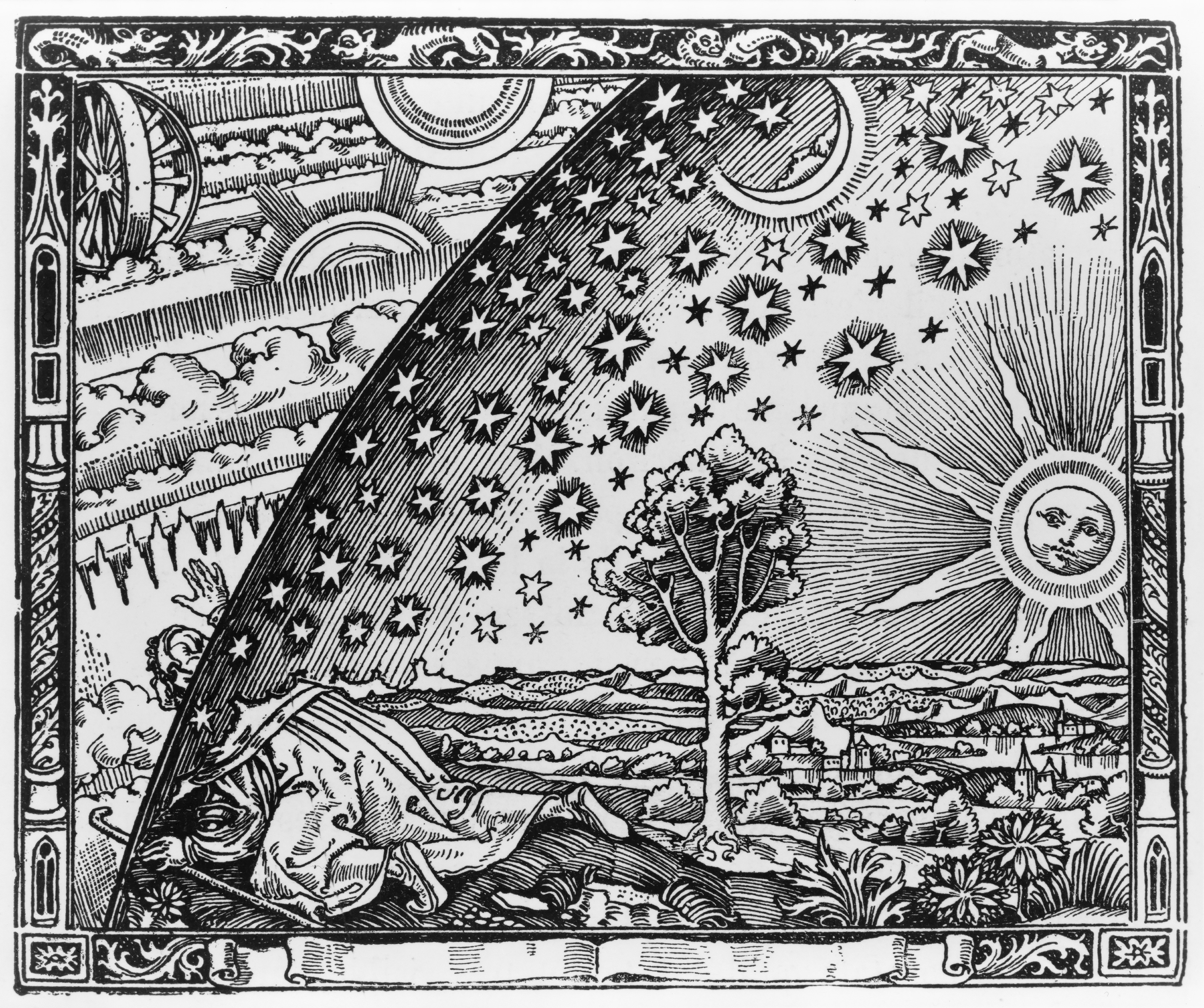
Der Rückblick des 19. Jahrhunderts darauf, wie der Mensch in der Kopernikanischen Wende das Ende seines mittelalterlichen Weltbildes erfuhr: Camille Flammarions Holzstich aus seinem L’Atmosphère: Météorologie Populaire (Paris, 1888), S. 163

Die Geschichte der Erkenntnistheorie gewann in Westeuropa im größeren Prozess Bedeutung als Gradmesser für geistigen und kulturellen Fortschritt, indem die Wissenschaften zentraler Anbieter von öffentlichen Diskussionen wurden. Immanuel Kant notierte in den 1780er Jahren hier einen entscheidenden Durchbruch für den Beginn der Neuzeit: Eine „Kopernikanische Wende“ habe sich mit dem Schritt zum heliozentristischen Weltbild vollzogen. Der Mensch habe sich dabei im Universum neu verorten müssen. Forschung der Naturwissenschaft und moderne Erkenntnistheorie hätten die folgenden intellektuellen Durchbrüche ermöglicht. Das 19. Jahrhundert übernahm die von Kant in den 1780er Jahren angebotene Perspektive und setzte konkurrierende Lesarten der epochalen Errungenschaften und ihrer Bedeutung in der Geistesgeschichte nach. Einflussreich wurden die Schriften Auguste Comtes mit ihren Entwürfen seines Drei-Stadien-Gesetzes und seines Enzyklopädischen Gesetzes menschlicher Geistesentwicklung in historischer Perspektive.
Die gängige Fachgeschichte, die das verursachte, birgt eine Beschränkung auf den westlichen Diskussionsstrang, der in den Wissenschaftsbetrieb westlicher Prägung führte. Asiatischer Philosophie wird hier zuweilen eine Gegenposition zugestanden, ein grundsätzlich anderes Nachdenken, dem das konfrontative argumentative Spiel fremd blieb und das darum keine vergleichbare Dynamik gewann. Die konventionellen westlichen Geschichtsangebote trennen dabei zumeist Antike, Mittelalter und Neuzeit als Epochen. Tatsächlich lassen sich hier bereits unabhängig von den zu verzeichnenden Theorien Unterschiede in der Organisation der Debatte, in ihrer gesamten institutionellen Aufhängung ausmachen und mit ihnen Eigenheiten der westlichen Entwicklung.
- Antike Erkenntnistheorie entwickelte sich ohne den Rahmen einer internationalen universitären Forschung (die im Mittelalter aufkam) und ohne Nachhall in den Naturwissenschaften (der erst im späten 19. Jahrhundert bedeutender wird). Bestimmend ist hier am ehesten eine Diskussion konkurrierender Schulen, in denen ästhetische und ethische Argumente eine große Rolle spielten.
- Einen Sonderweg schlugen der Nahe Osten und Europa mit dem Siegeszug des Christentums und des Islams ein, zweier Religionen, die auf gemeinsamer historischer Grundlage die Suche nach einer geschlossenen Welterklärung für verbindlich erklärten. In beiden Kulturräumen arbeitet seit der Spätantike eine internationale Forschung an der universalen Integration der Wissensbestände. Für das Christentum ist hier Augustinus eine der Personen, die dafür sorgten, dass das neue Nachdenken Philosophien der Antike übernahm.
- Die Neuzeit ist von einer deutlichen Absetzungsbewegung gegenüber dem ab 1500 im Rückblick formulierten Mittelalter gekennzeichnet. Sichtbar schlug sich das in Debattenverlagerungen nieder. Projekte der theologisch ausgerichteten Philosophie der Scholastik fanden nach 1500 zunehmend Konkurrenz einer nicht theologischen naturwissenschaftlichen, weltlichen Forschung – sie lieferte nicht nur eigene Beweis-Versuche für die Existenz Gottes, sondern auch Naturerklärungen und Geschichtsangebote, die mit der Bibel brachen. Das 19. Jahrhundert intensivierte die Konfrontation mit der Umstrukturierung des Wissenschaftsbetriebs. Die neuen Fächer der Natur-, Geistes- und Gesellschaftswissenschaften übernahmen wesentliche Teile des ehemals theologischen Debattenfeldes. In ihnen findet seitdem Erkenntnistheorie Fortsetzungen.
- Bestand für das Mittelalter wie für das 19. Jahrhundert ein Konsens darin, dass Erkenntnistheorie nach einer wahren und vollständigen Erkenntnis der Welt strebte, so hat sich im späten 19. und frühen 20. Jahrhundert die Perspektive erheblich relativiert: Forderungen wie die der Wahrheit rückten aus dem Zentrum wissenschaftlicher und philosophischer Erkenntnistheorie. Neue Forderungen, wie die nach dem praktischen Nutzen von Wissen unabhängig von seiner Wahrheit kamen auf. Hier kommen Projekte der evolutionären Erkenntnistheorie (die Erkenntnis als Fortführung der biologischen Anpassung an die Umwelt definieren) überein mit kulturhistorischen Erklärungen, die Erkenntnissen und ihnen zugrunde liegenden Theorien speziellen Nutzen in einem jeweiligen historischen Argumentationsrahmen bescheinigen.

Die historische Perspektive auf Erkenntnistheorie hat im Philosophiestudium vor allem den Vorteil, dass sie es erlaubt, den Wert einzelner Positionen (als Antworten und Gegenentwürfe) klarer in historischen Debattenzusammenhängen zu erfassen.

## Diskurs der politisch pluralistischen Stadtstaaten: Erkenntnistheorie in der Antike
Der Kulturraum der Antike – der Raum der Staaten rund um das Mittelmeer – war entschieden pluralistischer als der abendländische, der aus ihm in den ersten nachchristlichen Jahrhunderten hervorging. Er brachte zwar eine Vielzahl von erkenntnistheoretischen Angeboten hervor mitsamt einer Debatte, die bei Platon und Aristoteles ihre bis in die Gegenwart laufende schriftliche Fixierung fand, dennoch gewann die Erkenntnistheorie in ihm kein Potenzial, mit dem sie als Grundlage für eine Kultur internationalen wissenschaftlichen Fortschritts dienen konnte.
Sprengkraft gewann das philosophische Projekt erst, als es mit dem Christentum und dem Islam zum Gegenstand eines Geschlossenheit und universelle Bedeutung anstrebenden theologischen Systems wurde, das missionarisch ausgebreitet wurde. Hier unterschied sich das Christentum grundsätzlich vom Judentum, dessen philosophische Debatten ebenfalls kaum internationale Wirkung entfalteten. Religion war im antiken Kulturraum lokal und individuell ausgeprägt. Einzelne Stadtstaaten verehrten mit lokalen Schwerpunkten Götter, denen man eine besondere Bindung an die Stadt zutraute. Einzelne religiöse Kulte gewannen im Handel durch den Einsatz von Söldnern und durch die Verschleppung von Sklaven überregionale Ausstrahlung und etablierten sich an allen größeren Orten, die das Handelsnetz verband. Keiner von ihnen bildete dabei eine Organisationsstruktur aus, aus der ein Wissenschaftsbetrieb hätte hervorgehen können.
Zentren des Wissens waren namhafte Bibliotheken wie die Bibliothek von Alexandria. Philosophie wurde ansonsten in Schulen betrieben, den sogenannten Akademien, die insbesondere einer Nachfrage nach rhetorischer Unterweisung Rechnung trugen. Lehrmeister unterrichteten hier den argumentativen Wettstreit als Kunst. Die Politik Athens und Roms fand in öffentlichen Arenen statt. Die politische Elite trainierte für sie und benötigte für sie Begründungsoptionen, die selbst auf einem Marktplatz noch den Zuhörern einleuchten würden. An den miteinander konkurrierenden Akademien wurden unterschiedliche Theoreme verteidigt und Antworten auf gegnerische gesucht. Die Debatten blieben allein schon darum bezeichnend mit einer ethischen Überzeugungskunst verbunden. Die Antike baute – in der größeren Perspektive formuliert – kein System von Universitäten auf, in dem sich Wissen im fortwährenden grenzüberschreitenden Abgleich befunden hätte, obwohl sie technologisch dem frühen Mittelalter überlegen war. Es gab Naturwissenschaft, doch keine weltweit verbundene Forschung, die sich über neueste Befunde austauschte und ein konsistentes Hintergrundmodell der Realität erzeugte. Roms berühmteste Philosophen waren am Ende bezeichnenderweise allesamt keine Erkenntnistheoretiker nach griechischem Vorbild, sondern Moralisten, Staatsmänner und Rhetoriker. Roms technologischer Fortschritt basierte auf einem handwerklichen Ingenieurwesen, nicht auf einer brisanten Verquickung von Erkenntnistheorie, Grundlagenforschung und zentral vertretener Weltsicht. Die Angebote griechischer Erkenntnistheorie, die bis heute als grundlegende erkenntnistheoretische Optionen diskutiert werden, verloren tatsächlich noch vor dem Mittelalter an Bedeutung.

### Vorsokratische Philosophie
Den erkenntnistheoretisch spannendsten Bereich pflegt man unter das grobe Wort vorsokratischer Philosophie zu bringen. Es umfasst mehrere Dutzend Namen, von denen zumeist wenig mehr als die Ortszugehörigkeit und eine oder wenige zentrale Behauptungen überliefert sind, die darauf verweisen, dass hier Schulen gegeneinander antraten in einem Austausch, in dem überregional bekannte Prämissen als Markenzeichen dienten.
Einige dieser Positionen muten rückblickend modern an, was vor allem an ihrer Wiederentdeckung in der frühen Neuzeit liegt. Moderne Philosophie versorgte sich hier mit Repräsentanten radikaler Denkoptionen. Spannend waren für die frühmodernen Naturwissenschaftler die Formulierungen eines potentiell atheistischen Atomismus mitsamt der These, dass die Welt ungeschöpft materiell existierte. Der weit größere Bereich hier zu verzeichnender Philosophien scheint vom Wirken universeller Harmonien von Gedanken durch die Materie hindurchflutender geistiger Substanzen getragen. Mathematik und Musik als Kunst der Zahlenverhältnisse spielt eine Rolle in überlieferten Argumenten. Die Leistungen auf dem Gebiet der Geometrie zeugen von einer Faszination an Beweisverfahren, die sich zwar in einem logischen Raum abspielen, offensichtlich jedoch von diesem aus für die sichtbare Welt gelten.
Im Rückblick ist den verschiedenen Theoremen gemeinsam, dass sie, selbst wo sie an moderne Teilchenphysik und ihre Modellbildung erinnern, letztlich keiner Empirie im modernen Sinne entspringen. Praktischen Wert gewannen die theoretischen Erwägungen vor allem über die Mathematik, durch die sie eine stark theoretische Ingenieurwissenschaft inspirierten. Das Nachdenken über mechanische Gesetze, Hebelwirkungen, Kraftübertragung, das bei Archimedes (287–212 v. Chr.) auffällt, verweist auf Traditionen einer Philosophie, in der Mathematik und Erkenntnistheorie eng verknüpft wurde.

### Platon
Die beiden Philosophen der Antike, die das erkenntnistheoretische Nachdenken einige Jahrhunderte später nachhaltig prägten, sind Platon und Aristoteles. Mit Platons Wiedergabe der Gespräche, die er seinem Lehrer Sokrates zuschrieb, wurde der fundamentale Zweifel als Ausgangslage der Diskussion Methode: Sokrates behauptete zwar, sich letztlich nur seines Nichtwissens gewiss zu sein – seine Dialoge verleiteten die Diskussionspartner indes fortlaufend zum Ausbau von Systemen, in denen sich am Ende die Widersprüche derart eklatant häuften, dass es klüger erschien, von einer ganz anderen Welt auszugehen: Im Alltag ginge man mit sinnlicher Erfahrung um. Tatsächlich jedoch läge eine viel wahrere Welt hinter dieser, eine Welt vernünftiger und stabiler „Ideen“.
Unter dem Einfluss modernen Empirismus ist die Logik des platonischen Nachdenkens nicht immer sofort plausibel. Die gegenteilige Option behauptet Plausibilität: Die Menschen gewinnen ihr zufolge ihre Vorstellungen von den Dingen aus der Anschauung und der Erfahrung. Die Ideen von den Dingen wären demnach eher Abstraktionen, Blicke auf das Wesentliche. Platon zweifelt hieran im Blick auf dieses Wesentliche und seine eigene Plausibilität: Man bildet die Idee davon, was ein Mensch ist, nicht wirklich in einer Mischung aus den Menschen, die man sah. Aspekte einer Idee zeigen sich im menschlichen Denken, sobald eingehender argumentiert wird. Ein Mensch bleibt ein Mensch, wenn er im Koma liegt – Vernunft muss er mithin nicht aufweisen; sein Körper kann durch einen genetischen Defekt beliebig deformiert sein – man geht effektiv davon aus, dass Menschen schlicht von Menschen gezeugt und geboren werden müssen, zeigt sich jedoch auch hier zunehmend flexibel. Darauf verweist Platon in seinen Dialogen: Menschen verteidigen Konzepte am Ende stets eher mit logischen Argumenten als der Erfahrung, mit Argumenten, die gegenüber der Erfahrung Stabilität gewinnen. Bleibt die Frage, woher die grundlegenden Konzepte bezogen werden, mit denen man über das Wesentliche nachdenkt. Platons Dialoge legen nahe, dass hier eine zwischen den Menschen bestehende Vernunft es ermöglicht, vernünftige von irrigen Ideen zu trennen. Seine Dialoge führten gleichzeitig in einen Dualismus zwischen einer Welt der Ideen und der faktisch bestehenden Welt, in dem diese hinter den Idealen zurückbleibt, nur eine zufällige und sich dauernd verändernde Realität anbietet, der mit der Sprache gerade deshalb so sicher begegnet wird, da die Sprache und die eigenen Erwägungen eher zum Bereich der Konzepte und Ideen gehören.

### Aristoteles
Während Platon immensen Einfluss auf die Ideenwelt der Spätantike und des Christentums ausübte, sollte Aristoteles weitaus stärker den Wissenschaftsbetrieb in seiner Organisationsform beeinflussen. Das wird bereits deutlich, wenn man auf die Art textlichen Niederschlags der Überlegungen sieht. Platon bietet Dialoge, Streitgespräche, in denen Beispiele diskutiert werden.
Aristoteles verfasst dagegen enzyklopädisch geordnete Wissensbestände unter Themen der Forschung, an denen sich im selben Moment in Vermehrung des Wissens fortarbeiten ließ. Mit Physik und Metaphysik legte Aristoteles eine grundlegende wissenschaftliche Differenzierung vor, die Platonisches Nachdenken über Ideen und Erscheinungen der Welt einer rationalen Ordnung unterwarfen. Die weiteren Themen Ethik und Politik ergänzte er um den Bereich menschlicher Erfindungen von Welten, die Poetik, sowie um die Logik als Untersuchung der Argumentationsstrukturen.
Bestimmend blieb für Aristoteles die Frage nach der Begründung der Idealformen. Seine Schriften liefern Differenzierungen, Definitionen und sie stützende Argumentationen. Die Frage nach der Vollkommenheit ist ein Ordnungsprinzip – die menschlichen Ideen formulieren, so die Prämisse, implizit Gedanken vom perfekten Gegenstand seiner Art. Die wissenschaftlich argumentierende Untersuchung muss erklären können, warum Perfektion jeweils so zu definieren ist. In dieser Form erwägt Aristoteles ebenso, warum die Kugel die perfekte Form ist, und welche Eigenschaften eine perfekte Tragödie haben muss. Regeln der Produktion entspringen den Darlegungen. Übertragungen bestimmen die Schlussfolgerungen, etwa wenn Aristoteles vom Makrokosmos auf den Mikrokosmos schließt, in der Grundannahme übergreifender Formgesetze.
Man kann von Aristoteles Linien in die Enzyklopädistik des Mittelalters ziehen wie in die modernen Naturwissenschaften, die mit eigenen Modellannahmen von Atomen und Molekülen Versuchsergebnisse interpretieren. Das moderne Westeuropa verdankt die im Mittelalter einsetzende Aristotelesrezeption dabei dem Kulturkontakt mit Arabien. Islamische Gelehrsamkeit schulte sich ab dem 9. Jahrhundert an den aristotelischen Schriften.

## Gnostik und christliche Spätantike
Die entscheidenden Schritte in die internationale Kontroverse, die der Erkenntnistheorie am Ende Raum als Grundlagenprojekt gab, geschahen im Austausch zwischen der akademischen platonischen Philosophie Griechenlands und den religiösen bis sektiererischen Strömungen der Gnostik, die sich im südlichen Mittelmeerraum ausbreiteten, in einer Kontroverse, in die sich schließlich ab dem 2. Jahrhundert das Christentum einmischte, bereit, mit der Loslösung vom Judentum eine eigene internationalistische philosophische Dimension zu entwickeln und die größere Synthese anzubieten.
Die gnostischen Strömungen (von griechisch γνωσις, gnosis, Erkenntnis) nahmen Debattenstränge der griechischen Philosophie auf, zeigten sich jedoch ebenso religiösem Denken aufgeschlossen. Der wesentlich ältere Zoroastrismus entwickelte hier Einfluss. Mit dem persischen Großreich war er vorübergehend staatstragende Religion geworden; sein einheitlicher Kultus breitete sich im Mittelmeerraum aus. Philosophisch war hier das Angebot attraktiv, Monotheismus mit einem grundlegenden dualistischen Weltbild zu verbinden. Was auch immer beobachtbar war, war im einheitlichen Interpretationsangebot als Kampf zwischen Gut und Böse zu deuten, als Prozess, in dem sich das Urfeuer von der Finsternis schied, das Geistliche über die Körperwelt siegte, Erkenntnis, gnosis, herstellte – in der Trennung des Geistes von der Materie, wenn man es philosophisch sehen wollte. Mit dem Beginn des Kosmos waren die Gegenpole in Vermengung geraten. In jedem Weltenlauf musste sich die Erkenntnis wieder Bahn brechen, der Geist wieder zusammenfinden. In jedem einzelnen beobachtbaren Prozess wirkten die nämlichen Kräfte, so das Angebot, das allen Naturvorgängen ein zentrales Prinzip gab.
Größeren Zusammenhalt gewannen Teile der gnostischen Strömungen im Manichäismus, der sich ab dem 3. Jahrhundert im Mittelmeerraum als neue Religion ausbreitete, bevor das Christentum ihn verdrängte. Augustinus’ Confessiones (397/98) skizzieren im autobiographischen Rückblick die Verbindungslinien, die sich dabei für den Beobachter im nordafrikanischen Mittelmeerraum ergaben: Man konnte auf öffentlichen Diskussionsveranstaltungen am Ende zwischen griechischem Neuplatonismus, aktuellem Manichäismus, diversen Strömungen der Gnostik und dem Christentum argumentieren.

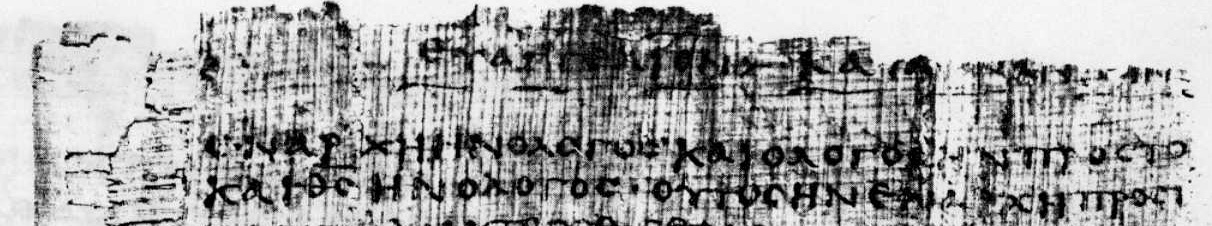
Beginn des Johannesevangeliums im Papyrus Bodmer II (P^{66}, ca. Ende 2. Jahrhundert)

Das Christentum hatte sich zwar in einer Abspaltung vom Judentum entwickelt, jedoch im Missionsprozess bereits dessen Anspruch, die Religion eines einzelnen auserwählten Volkes zu sein, umgewandelt in einen universellen Anspruch: Die Erkenntnis Gottes war mit dem Christentum allen Menschen versprochen; der letzte Prozess der Welterklärung hatte soeben begonnen. Mit Jesus war der Messias, der das Ende des Weltenlaufs ankündigte, soeben aufgetreten. Mit der Ausbreitung in den Raum der griechischen Stadtstaaten nahm die neue Religion die aktuellen philosophischen Kontroversen auf. Deutlich wird das mit dem Beginn des Johannesevangeliums, das zu Beginn des 2. Jahrhunderts – wohl in Ephesus – auf Griechisch abgefasst wurde und schon in der Eröffnung den Brückenschlag in das Alte Testament zu Gottes Schöpfungsakt wie in die aktuelle philosophische Debatte bot:
Im Anfang war das Wort

und das Wort war bei Gott

und das Wort war Gott.

Im Anfang war es bei Gott.

Alles ist durch das Wort geworden

und ohne das Wort wurde nichts, was geworden ist.

In ihm war das Leben

und das Leben war das Licht der Menschen.

Und das Licht leuchtet in der Finsternis

und die Finsternis hat es nicht erfasst.
Ἐν ἀρχῇ ἦν ὁ λόγος,

καὶ ὁ λόγος ἦν πρὸς τὸν θεόν,

καὶ θεός ἦν ὁ λόγος.

Οὗτος ἦν ἐν ἀρχῇ πρὸς τὸν θεόν.

πάντα δι’ αὐτοῦ ἐγένετο,

καὶ χωρὶς αὐτοῦ ἐγένετο οὐδὲ ἕν, ὃ γέγονεν.

ἐν αὐτῷ ζωὴ ἦν,

καὶ ἡ ζωὴ ἦν τὸ φῶς τῶν ἀνθρώπων·

καὶ τὸ φῶς ἐν τῇ σκοτίᾳ φαίνει,

καὶ ἡ σκοτία αὐτὸ οὐ κατέλαβεν.
Logos (λόγος) konnte für Gottes Wort stehen, es war im selben Moment das Wort für das Urfeuer und der Vernunft, mit dem römische Stoiker, griechische Platoniker, Zoroaster, Manichäer und Gnostiker hantierten, wo sie Dualismen aufbauten zwischen dem Licht der Vernunft und der Finsternis der materiellen Welt. Das frühe Christentum machte dem Platonismus das Angebot, in Gott den Garanten des Ideenbereichs zu erkennen; es übernahm im Gegenzug eine dualistische Ausrichtung, eine Trennung von Weltlichem und Geistlichem, so die Argumentationsstruktur, die Augustinus am Ende in den Confessiones (397/98) als die große Attraktivität der neuen Religion wahrnahm: Sie hatte das Potential, die Philosophien der Antike mit der gnostischen Geschichts- und Weltsicht zu vereinen. Gelang dies, dann sollte sich jenseits der weltlichen Staaten mit dem Christentum ein neues spirituelles Gemeinwesen vorbereiten, Augustinus schrieb darüber in De civitate Dei (413–426).
Das Christentum nahm in diesem intellektuellen Siegeszug zwar Gedanken des gesamten Spektrums aktueller Debatten auf. Es entwickelte dabei jedoch gleichzeitig eine Organisationsstruktur, in der Rom und der Papst das Zentrum bildeten, und von deren Konzilen und kontrovers geführten Kanondebatten zunehmend Macht ausging, konkurrierende Strömungen an den Rand zu drängen. Für die Spätantike ist dieser Verdrängungswettbewerb so bezeichnend wie die Ausdünnung der antiken Wissensbestände. Die antike Bibliothekslandschaft verlor an Bedeutung, Bücher der Antike wurden nicht länger durch neue Abschriften aktualisiert. Klöster übernahmen die Koordination des intellektuellen Austauschs bei Konzentration auf die Schriften des Christentums; exemplarische Büchervernichtungen schufen am Ende Distanz vom antiken Bildungsgut und führten zu dem Ergebnis, das heute in der Wissenschaft als Bücherverluste in der Spätantike diskutiert wird.
Ab dem 4. Jahrhundert entfaltete das Christentum seinen eigenen Pluralismus in einer Geschichte der Schismen und Ketzerbewegungen, der mit Konzilen, Debatten zum Bibelkanon und Dogmatisierungen gegengesteuert wurde. Zwischen den divergierenden Strömungen war von nun an systemimmanent zu verhandeln. Sie drohten mit der Spaltung des Christentums. Die Auslegung einzelner Bibelpassagen musste zentrale Vermittlungsangebote formulieren. Das neue Argumentationsgeflecht sollte bis in das 18. Jahrhundert fortbestehen – die reformatorischen Bewegungen der Neuzeit entwickelten sich aus ihm heraus. Die Erkenntnistheorie gewann dabei neue Bedeutung als vermittelnde Debatte, mit der es darum ging, die Logik und Stichhaltigkeit von Argumenten innerhalb eines mutmaßlich geschlossenen Systems zu beweisen.

## Teilgebiet der Theologie: Erkenntnistheorie im Mittelalter

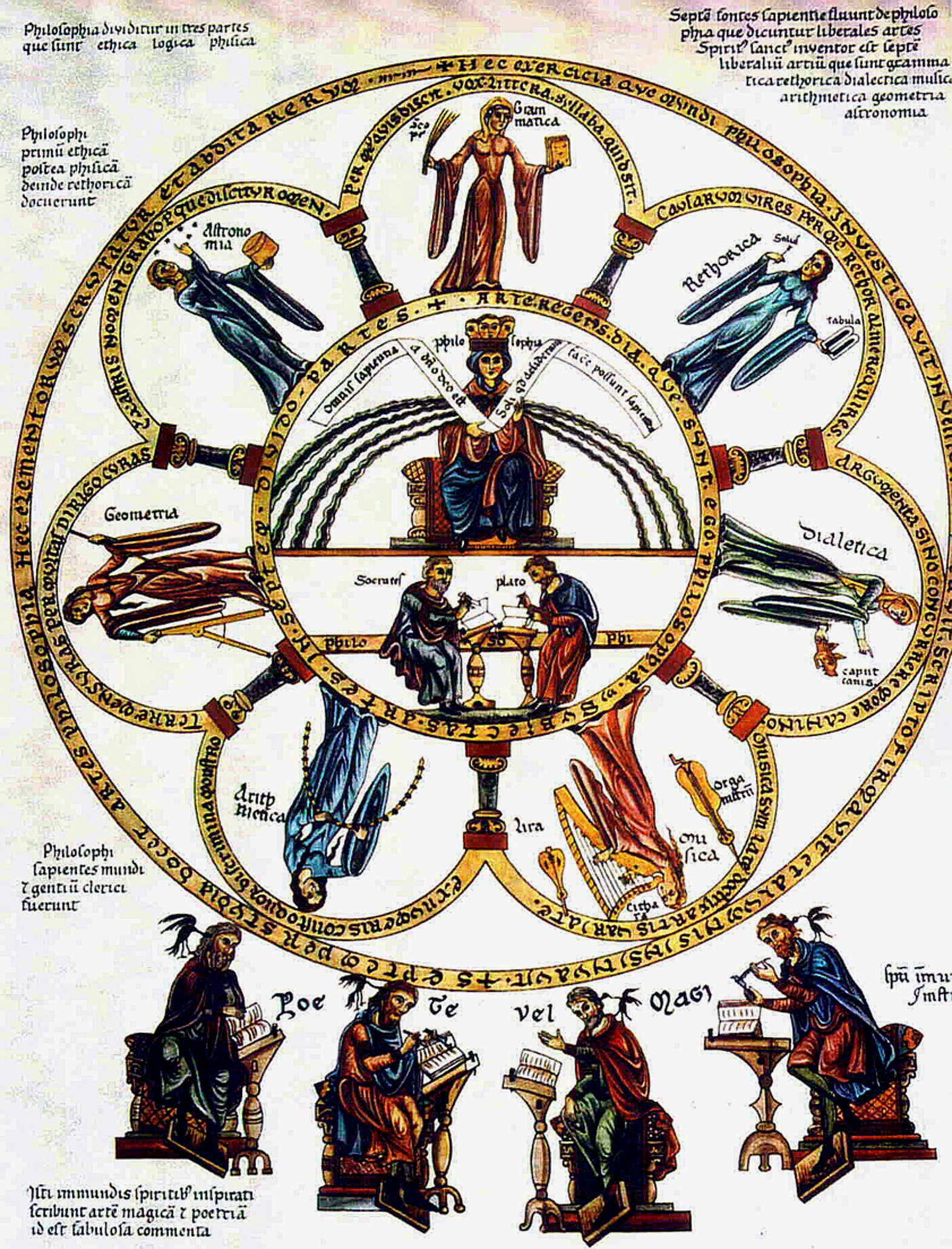
Die Septem artes liberales aus Hortus Deliciarum der Herrad von Landsberg (um 1180)

Der islamische und der christliche Kulturraum entwickelten mit dem Ende der Antike ähnliche Organisationsstrukturen, um gleichgelagerte grundlegende Probleme zu lösen: Beide Räume verteidigen eine einheitliche monotheistische Ausrichtung, bei der sie die Schriften des Judentums integrieren. Beide Räume etablieren Religion über Staatsgrenzen hinweg als universell gültig; das setzt Organisationsformen voraus, die in einzelnen Staaten ähnlich geordnete Strukturen entwickeln sowie Wege des internationalen Informationsaustauschs, die es erlauben, Standards über Grenzen hinweg zu behaupten. Die Antike unterlag am Ende neuen, flexiblen, ganz anders flächendeckenden Machtstrukturen. Das Netz an Klöstern, die Standardisierung von Ausbildungen an Klosterschulen, der Austausch von Mönchen zwischen den Klöstern, der Aufbau von Universitäten, der internationale Reiseverkehr von Studenten – all dies wurde dabei Teil einer Organisationsform, die in der Antike keinen Vorgänger hat. Das Weströmische Reich baute sie mit Strahlkraft nach Nordeuropa aus, das Oströmische mit Einfluss auf den slawischen Raum, der Islam mit Einfluss von Westafrika bis Indien.
Herrschaft wurde im neuen Kulturraum neu definiert. Sie ging in ihm nicht mehr von Stadtstaaten aus, sondern von Regenten, die Territorien mit Hilfe ebenso überregional genutzter Machtstrukturen einigten. Das neue System ist die flächendeckende Herrschaft, die Privilegien verteilt, über Stadtgründungen Machtzentren schafft, sich der Religion unterordnet, Universitäten gründet und für die neue universelle Gelehrsamkeit die Infrastruktur zur Verfügung stellt.
Einheitlichkeit war und ist im neuen System vor allem eine spannende Fiktion. Nach ihr wird in theologisch-philosophischen Seminaren mit einer Anstrengung gesucht, die einen wachsenden Pluralismus der Optionen hervorbringt. Das Gebiet der Erkenntnistheorie stärkte dabei, in seiner Verfassung als allein von Vernunft bestimmtes Forschungsfeld, die Hoffnung auf eine übergreifende Verständigung über Wahrheit. Das Mittelalter wurde in Nordeuropa wie im arabischen Raum die hohe Zeit der Integration antiker Philosophie in das neuzeitliche, Geschlossenheit, Universalität anvisierende Denken. Aristoteles wurde kommentiert und zum Kern der philosophischen Auseinandersetzung.
Apologeten der „Aufklärung“ sollten hier Jahrhunderte später den Untergang der Antike beklagen und abschätzig das Wort „Mittelalter“ in Anschlag bringen. Das Gegenteil wird aus Sicht der unter diesem Begriff zusammengefassten Zeit zu sagen sein: Das Projekt einer universellen, Glauben und Wissen vereinenden, theologisch fundierten Philosophie schuf zum einen Kathedralen des Nachdenkens, enzyklopädische Denkgebäude maximaler Größe und gleichzeitig maximaler Integration aller Details. Eine eigene Ästhetik durchdrang die Philosophie des Mittelalters: „Subtilität“, nur noch nach langem Studium beherrschbare Feinheit und Komplexität des Arguments, bestach mit den Arbeiten Thomas von Aquins, Duns Scotus, Wilhelm von Ockhams oder Nicolaus Cusanus. Die Philosophie der Neuzeit übernahm hier letztlich zentrale Zielvorgaben des Nachdenkens: Die Theorie eines einheitlichen weltumspannenden an Universitäten gelehrten, von Wissenschaften produzierten Wissens, die Suche nach einer letzten „Weltformel“ sind nicht das Erbe der Antike, sondern des Mittelalters. Die entscheidenden Erwägungen, wie mit geschlossenen Weltsystemen in neuer Radikalität zu denken ist, bahnten sich mit spätmittelalterlicher Philosophie an. Ockhams Rasiermesser ist eines dieser Prinzipien, Vorläufer der positivistischen Denkbewegung. Das Universalienproblem mit seinen Grundpositionen von Realismus, Konzeptualismus und Nominalismus lässt sich von der Scholastik bis in die Gegenwart verlängern. Die Positionsaufteilung, die für die Moderne bestimmend wurde, hat ihre Wurzeln am Ende in der Epoche, von der im 17. und 18. Jahrhundert die dezidierte Distanzierung stattfand.

## Verlagerung theologischer Debatten: Erkenntnistheorie in der Frühen Neuzeit

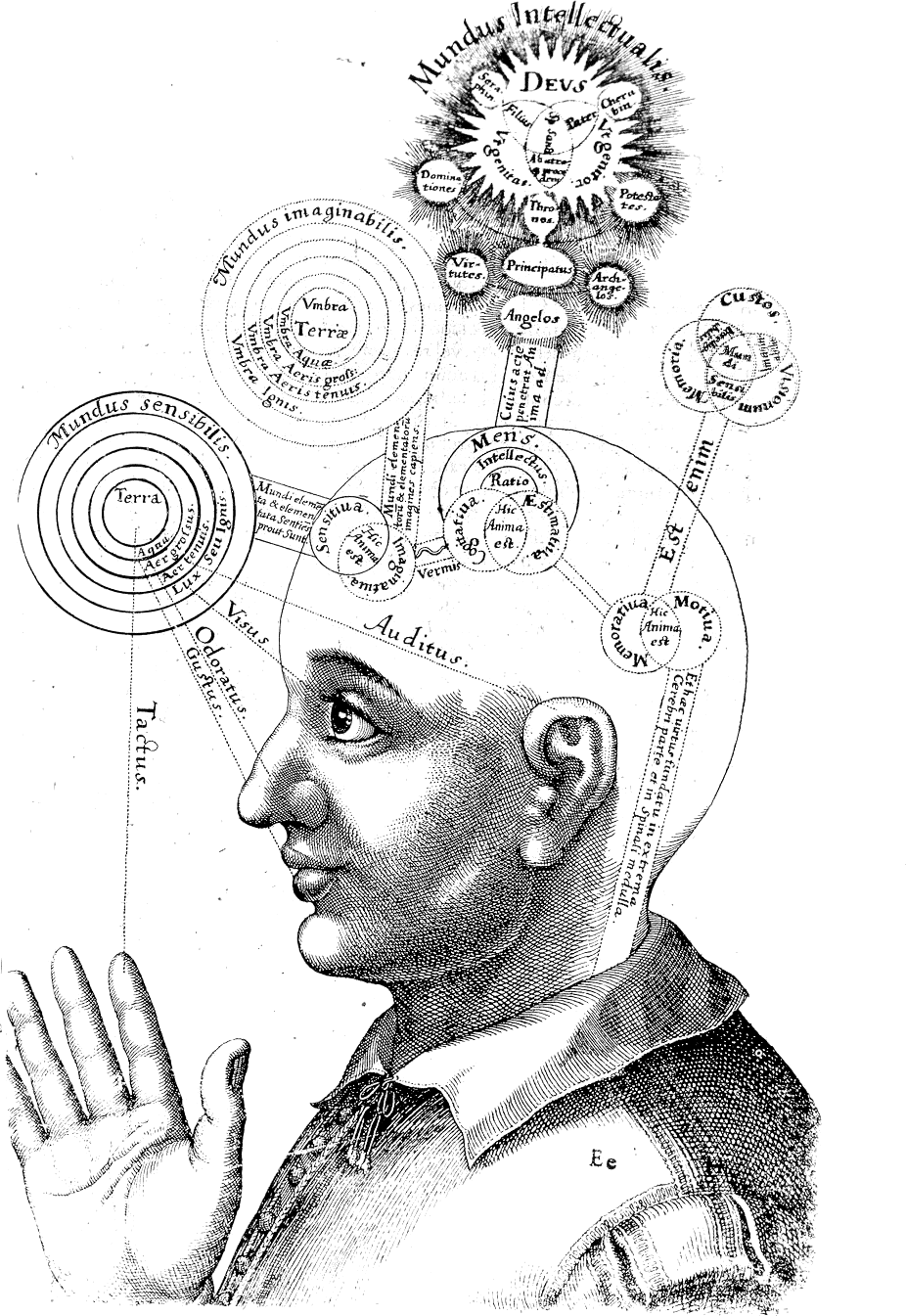
Robert Fludds Abbildung der unterschiedlichen Arten menschlicher Erkenntnis (1619)

Der Buchdruck, der sich in den 1470er und 1480er Jahren in Europa ausbreitete, sorgte in den Wissenschaften für einen umfassenden Traditionsbruch. Mittelalterliche Handschriften der klassischen Autoritäten wurden in den Druck gebracht. Die Perspektive auf ihre Werke veränderte sich mit den textkritischen Ausgaben, an denen nun gearbeitet werden konnte. Jede einzelne dieser Ausgaben erreichte als identisch vervielfältigter Text die Kritik in allen europäischen Wissenschaftsstandorten. Wissenschaftliche Journale setzten sich ab dem 17. Jahrhundert als neue Diskussionsplattform durch und waren ihrerseits grenzüberschreitend lesbar. Die Konstruktion getreuer Ausgaben des aus der Antike überlieferten Wissens wurde das erste Programm. Die Neuauflagen arbeiteten an der Objektivierung der textlichen Überlieferung und der Annäherung an die verlorenen Originaltexte und schufen historische Distanz. Die Suche nach dem aktuellen Stand der Wissenschaft wurde im Lauf des 17. Jahrhunderts das Projekt der wissenschaftlichen Debatte. Ihr trug die wissenschaftliche Fachzeitschrift als aktuelles und die Literaturgeschichte als auf die Vergangenheit gerichtetes Medium Rechnung (das Wort Literatur stand noch für die Wissenschaften, nicht für Poesie und Fiktionen). Auf dem neuen wissenschaftlichen Markt gelang es der Erkenntnistheorie,
- die Philosophie als konfessionell unabhängiges, grundlegende Wahrheit suchendes System von Forschung zu etablieren,
- sich ab Mitte des 17. Jahrhunderts erfolgreich politischen Interessengruppen anzubieten, die nach Argumenten suchten, mit denen sich die Religion neuen staatlichen Organisationsformen unterordnen ließ,
- sich als Teil der Naturwissenschaften anzubieten, mit denen sie dann ab den 1760er Jahren im Prozess der Industrialisierung und ab den 1790er Jahren im Aufbau der europäischen Nationalstaaten neue Bedeutung gewann.

Was hier erreicht wurde, ist im Rückblick beträchtlich: Die Theologie wurde entmachtet, die Wissenschaften wurden schließlich im 19. Jahrhundert umstrukturiert vom System, in dem es Theologie, Jurisprudenz, Medizin und Philosophie gab, zum neuen System, in dem Naturwissenschaften, Geisteswissenschaften, Gesellschaftswissenschaften und Ingenieurwissenschaften nebeneinander bestanden, Felder zwischen denen die Theologie verschwand, und die allesamt eigene erkenntnistheoretische Grundlagen erhielten.
Man darf den Wandel im Rückblick auf der anderen Seite nicht mit einem Wandel der individuellen Erfahrung gleichsetzen. Zwar wurde mit dem 16. Jahrhundert das kopernikanische Weltbild diskutierbar. Die Erde wird in ihm ein einzelner Planet, der um die Sonne kreist in einem Kosmos, in dem es womöglich zahllose solcher Welten gibt. Doch blieben die Lehrbücher dem alten ptolemäischen Weltbild auch nach der Entdeckung noch treu. Das neue Modell kam als Zusatzoption ins Angebot; es lieferte Vorteile in der Berechnung von Ereignissen, den Horizont änderte es kaum. Die um 1500 vermutete epochale Wende ergibt sich vor allem in der von heute aus betriebenen rückblickenden Suche nach ersten Belegen der Diskussionen; sie deckt sich nicht mit dem, was man bei einem Besuch von Universitäten noch um 1700 erlebt hätte.
In den Vorlesungssälen der europäischen Universitäten gaben bis weit in das 18. Jahrhundert hinein theologische Debatten die erkenntnistheoretischen Fragen vor. Es ging dabei nicht primär um Gottesbeweise, sondern um Bibelstellen, die verschiedene Interpretationen zuließen – mit einem Interesse an Kernthesen, die für Europas drei Konfessionen unterschiedliche Bedeutung hatten. Die Kirchenhistorie wurde ab 1700 der Ort dieser Debatte. Gottfried Arnolds 1699 veröffentlichte Unparteyische Kirchen- und Ketzer-Historie wurde darin Meilenstein mit einer Entdeckungsreise hinab bis in die ketzerischen Positionen der Spätantike, die nun aktuelle Erkenntnistheorie inspirierten. Der langsame Wandel wird verständlicher mit dem Blick auf die politischen Konfrontationen, die im Dreißigjährigen Krieg und im englischen Bürgerkrieg mit seinem Ergebnis einer parlamentarisch gedeckten Diktatur gipfelten. Sie alle fanden unter Vorzeichen der konfessionellen Debatte statt, auch wenn sie zentral die Frage betrafen, wie Staaten in Zukunft das Zusammenleben ihrer Bürger organisierten.
Geringe Abweichungen von Standardmeinungen waren gefährlich, gerade da die sich neu formierenden staatlichen Institutionen der Moderne anfänglich auf der Prämisse aufbauten, dass Staaten Stabilität dann gewännen, wenn ihre Bürger dieselben Anschauungen vertraten – sie machten die Erfahrung, dass Religionspluralismus sie den massivsten außenpolitischen Zerreißproben aussetzte. Die „freien Niederlande“ waren bis in das frühe 18. Jahrhundert nicht so frei, dass ein Baruch Spinoza hier außerhalb des Freundeskreises freier hätte sprechen können, hier blieb Atheismus die das Gemeinwesen zersetzende Gefahr.
Die meisten heutigen historischen Darstellungen der erkenntnistheoretischen Rückblicke in die Zeit zwischen 1500 und 1800 pflegen das komplexe Debattenfeld zu lichten und Geschichten zu schreiben, in denen sich das moderne naturwissenschaftliche Denken in einem Siegeszug der Aufklärung durchsetzte. Tatsächlich konnte man an den Universitäten des 17. und 18. Jahrhunderts keine naturwissenschaftlichen Fächer belegen. Einzelne Forschergesellschaften, zumeist Liebhaberkreise, trugen die Experimentalphysik, die Astronomie und die Mathematik bis in das 19. Jahrhundert voran. Die Öffentlichkeit belächelte die Experimente, Jonathan Swifts Satiren sind hier typisch. Die Lebensbedingungen veränderten sich durch die Naturwissenschaft erst in den letzten Jahrzehnten des 18. Jahrhunderts drastischer.
Die üblichen Rückblicke, die vor allem einen (französisch-deutschen) Rationalismus, eine (dominant-englische) Strömung des Empirismus und eine (eher deutsche) des Idealismus Immanuel Kants gegeneinanderstellen, haben Bedeutung im größeren Rückblick, da aus ihnen das gegenwärtige Gefüge an Denktraditionen im 19. Jahrhundert erwuchs.

### Rationalismus
Der Bruch mit der Scholastik setzte im 17. Jahrhundert mit dem Rationalismus ein, einer Strömung, die den scholastischen Streit in seinen Argumentationsstrukturen aufnahm und gerade damit überwinden konnte. Der bedeutendste Philosoph des späten 17. und frühen 18. Jahrhunderts wurde dabei René Descartes, dessen Arbeiten beim Spektrum der Untersuchungsfelder, das hier auf einen einheitlichen Nenner gebracht wurde, bereits eine breitgefächerte Auseinandersetzung einforderten. Theologen, Mathematiker und Naturwissenschaftler mussten sehen, wie sie sich seinen Behauptungen stellten, nachdem er auf brisante Art Materialismus, Überlegungen über Geist und Bewusstsein und einen Beweis Gottes von philosophisch-theologischer Tragweite zusammenführte. Unter den prominenten Gegenpositionen entwickelte sich in der zweiten Hälfte des 17. Jahrhunderts in England der Empirismus heraus. Fast noch wichtiger wurde der Eklektizismus, der Ende des 17. und Anfang des 18. Jahrhunderts als Antwort auf die strengen Optionen Mode wurde: die Position, dass man mit Vernunft aus den konsequenten Modellen den Mittelweg des Plausiblen nehmen sollte. Mit dem Beginn des 18. Jahrhunderts wurde Eklektizismus Mode der eleganten, galanten Kreise, die sich der Philosophie als Teilgebiet der belles lettres zuwandten und selbst nicht publizierten, genauso wie der Universitätsdozenten, die eine eindeutige Anbindung an ein System scheuten, jedoch eben die Systeme zur Kenntnis nahmen und sie als verschiedene Denkmöglichkeiten ihren Studenten vorstellten. Mit dem Eklektizismus etablierte sich am Ende eine eigene Form des Pragmatismus.

#### René Descartes

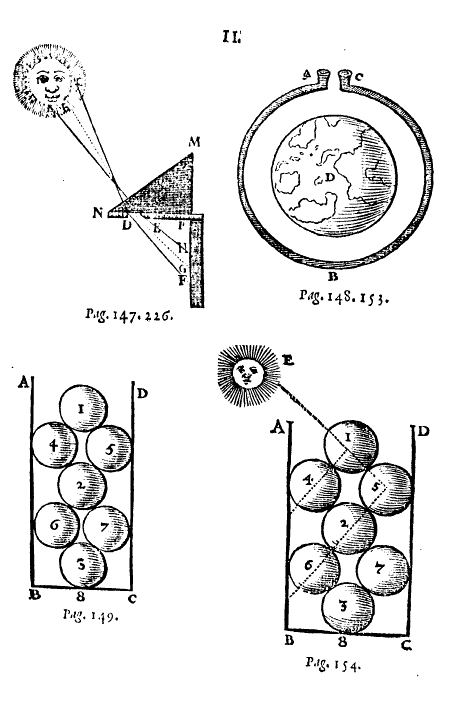
Im Lichte der Erkenntnis: eine aus lauter kleinen Kügelchen zusammengesetzte seelenlose Welt, Renati Descartes Epistolae (London 1668), Bd. 1, S. 147

Macht über die Scholastik gewann der Rationalismus vor allem als eine Philosophie, die Argumentationsformen der theologischen Debatte aufnahm. Wie die Scholastiker drangen die Rationalisten auf ein Philosophieren in logischen Schlüssen, das idealen Definitionen Schlagkraft einräumt. Der große Unterschied zu den Scholastikern bestand im Umgang mit Autoritäten. Thomas von Aquin gab Aristoteles heraus – René Descartes verband seine Philosophie stattdessen mit den Naturwissenschaften, der Mathematik und einem neuen Materialismus. Er plädierte für eine Welt, die sich im nach ihm benannten kartesischen Koordinatensystem unterbringen ließ. Der Mensch war mit einer Maschine vergleichbar. Die Nervenstränge kommunizierten nach Descartes über Druck und Zug mit dem Gehirn. Autoritäten hatten in dieser Welt keine Beweiskraft mehr.
Die Beweisführungen, die Descartes für die mit Mathematik, Geometrie und moderner Physik übereinkommende Philosophie aufbot, argumentierten vom strengsten Zweifel her. Diesem widerstand nur ein Faktum: Dass man im Moment des Zweifels noch denkt und demnach existiert: „dubito ergo sum, quod vel idem est, cogito ergo sum“, „ich zweifle also bin ich, was so viel bedeutet wie, ich denke also bin ich“. Auf dem puren Beweis der Existenz ließ sich ein Beweis der Welt und Gottes aufbauen, sobald man davon ausging, dass Gott das vollkommene Wesen ist. Vollkommenheit lässt Nichtexistenz nicht zu, sie lässt auch keinen Gott zu, der einen in einem Traum verbleiben lässt. Die Welt, die man wahrnimmt, verhält sich wie eine materielle Welt. Nahm man Gott als bewiesen ins Spiel, garantierte er ihre Existenz als genau die materielle Welt, die wahrgenommen wird.

#### Thomas Hobbes und sein Gegner Shaftesbury
Aus der Sicht moderner empirischer Naturwissenschaft ist es erkenntnistheoretisch kaum plausibel darzulegen, wie aus einer Definition Gottes seine Existenz folgen solle und von ihr aus die der materiellen Welt. Descartes konnte auf der anderen Seite davon ausgehen, dass seine Beweise die theologische Debatte in eine missliche Lage brachten: Das Bekenntnis zu einem betrügerischen und unvollkommenen Gott stand den Konfessionen gegenüber seiner Philosophie nicht zur Wahl. Ließ man sich hingegen auf ihn ein, war im nächsten Moment unklar, was man riskierte. Mit Thomas Hobbes dagegen taten sich die Kirchenvertreter aller Konfessionen leicht: er ließ sich als Atheist brandmarken. Seinem Leviathan von 1651, einer Staatstheorie, die mit Seitenblicken auf den englischen Bürgerkrieg den Nachweis führte, dass sich alle Religion im gut organisierten Gemeinwesen der Krone unterordnen müsse, setzte Hobbes ein langes Kapitel Erkenntnistheorie in Auseinandersetzung mit Descartes voran. Er war bereit, Descartes zu folgen und den Menschen materialistisch zu erklären. Wie der Mensch handelte, egoistisch, das erkläre sich von hier aus – nicht gut noch schlecht, schlicht wie Materie, die ihre Existenz verteidigt, sobald sie begreift, dass sie sie verlieren kann. War die Erbsünde nicht mehr nötig, um das Handeln des Menschen zu erklären, konnte der Kirche die Aufgabe zugeschrieben werden, diesen Menschen notdürftig in Angst und Schrecken zu halten. Wenn sie eine andere Funktion suchte, bereitete sie dem Gemeinwesen Probleme, das zusehen muss, die Einzelinteressen in Schach zu halten. Hobbes war für alle Parteien inakzeptabel, doch gerade darum einflussreich. Wollte man ein anderes Menschenbild vertreten, musste man mit Hobbes und der Kirche brechen, die von einer nicht minder rohen menschlichen Grundnatur und einem verderblichen Materialismus ausging. Wollte man der Kirche eine andere Position im Staat zugestehen, musste man es offen tun. Hobbes legte Argumente vor, von denen man sich nur sicher entfernen konnte, wenn man Grundannahmen in Frage stellen wollte, auf denen Staat und Religion gerade aufbauten.
Deutlich wird die missliche Lage, die hier für Vertreter der Religion konstelliert wird, bei Shaftesbury, der die Gegenthese zu Hobbes am Ende wagte und postulierte, dass die bestehende Welt die beste aller möglichen sei, da Gott nur eine solche Welt schaffen konnte. Hobbes und die Kirchen hätten, so Shaftesbury, ein falsches Bild von der Natur des Menschen gezeichnet: Der Mensch strebe nach Harmonie mit der gesamten Schöpfung. Damit sollte nicht behauptet sein, dass der Mensch gegenwärtig seiner Natur gemäß lebe – er lebe tatsächlich so wie Hobbes und die Kirchen es beobachteten, egoistisch. Gerade das müsse man mit Erkenntnistheorie erklären: Es könne nur der Effekt der gesamten staatlichen und kirchlichen Erziehung sein, die den Menschen mit Belohnungen und Strafen bändigte, um hier Macht zu gewinnen. Die gute Natur werde durch die gegenwärtige Form der Machtausübung verdorben. Die Erwägungen waren erneut rationalistisch. Sie gingen von Prämissen aus und schlossen von ihnen auf die Realität.
Weder von den gewählten Prämissen noch von der „Vernunft“ der erkenntnistheoretischen Schlussfolgerungen konnte sich die Theologie problemlos verabschieden – es sei denn sie bekannte sich zur Irrationalität des Glaubens. Das wiederum war in der gegenwärtigen Debatte gerade allen drei etablierten Konfessionen, Katholiken, Protestanten und Reformierten verwehrt, die alle drei in ihren eigenen Reihen gegen „schwärmerische“ Strömungen wie den Pietismus und den Quietismus antraten. Gingen Theologen der drei großen Konfessionen indes auf die Schlussverfahren der rationalistischen Philosophie ein, so brachte sie das absehbar in eine missliche Lage gegenüber ihrer Selbstdefinition: Sie vertraten ihre Konfessionen als gültige nach der offenbarten Religion und zogen daraus politische Ansprüche in den Staaten Europas. Die Folge war für das 17. Jahrhundert eine immense Durchdringung der philosophischen Debatte mit Zielvorgaben theologischer Diskussionen – und eine Diskussion, in der staatliche Organe zunehmend sich der philosophischen Argumentationen bedienten, um Konfessionen zu integrieren.
Die Frage der Freiheit des Willens durchdrang, als erkenntnistheoretisch nicht zu entscheidende, die Debattenlandschaft mit der Option, dass auf ihrem Gebiet massivste konfessionelle Politik betrieben wurde. Die reformierte Religion stand unter den drei Konfessionen allein als Vertreterin eines radikalen Determinismus: Gott hatte die gesamte Schöpfung seinem Plan unterworfen, und alles vorbestimmt, was man tut. Auf Europas Landkarte war dies die Religion der freien Niederlanden, des Genfer Stadtstaates. In allen übrigen Ländern Europas waren Reformierte wie die Hugenotten Frankreichs eine bedrohte Minderheit. Wenn man sich von der rationalistischen Debatte nicht distanzierte, drohte man insbesondere hier einer versteckt theologisch brisanten Debatte die Tür zu öffnen. Die Welt der Naturgesetze war am Ende mit einiger Wahrscheinlichkeit eher deterministisch (versteckt reformiert) als lutherisch oder katholisch.

#### Baruch de Spinoza
Die Extrempositionen der rationalistischen Erkenntnistheorie vertraten Baruch de Spinoza und Gottfried Wilhelm Leibniz – Spinoza mit einem Denken, das in logischen Schlüssen den Dualismus in Frage stellte, den die Transzendenz voraussetzte: Wenn man von zwei getrennten Substanzen (Gott und Natur, Körper und Geist) ausginge, müsse man postulieren, dass sie keine Eigenschaft teilten, da sie sonst partiell identisch und damit nicht getrennt seien. Eine Substanz, die bestehe, müsse im selben Moment für sich selbst bestehen können. Benötigte sie eine andere Substanz, um zu existieren, verletzte sie ihre Definition als isolierbare Substanz. Eine Substanz könne im selben Moment nicht mehr eine andersgeartete hervorbringen, die hervorgebrachte wäre nicht mehr unabhängig. Die bestehende Substanz müsse mithin ungeschaffen existieren. Sie müsse unendlich sein – denn wäre sie endlich, so müsste eine andere Substanz ihr die Grenze setzen, was erneut eine Abhängigkeit in ihre Existenz brächte, die gegen den Substanzbegriff verstieße. Positiv gewendet gibt es nach Spinoza nur eine Substanz, die durch ihre beiden Attribute „Denken“ und „(ausgedehntes) Sein“ erscheine. Gott ist Substanz, und die Substanz ist Gott. Zwei verschiedene Substanzen Gott und Natur, eine schöpfende und eine von dieser geschaffene, könnten nach diesen Prämissen nicht bestehen. Die Wahl laute „entweder Gott oder die Natur“ – „Deus sive Natura“. Diese Alternative kann entweder als atheistisch oder als pantheistisch interpretiert werden. Spinozas Erkenntnistheorie hat zugleich eine ethische Konsequenz: Durch Bildung möglichst vieler adäquater Ideen den Anteil der Leiden verursachenden inadäquaten Ideen zurückzudrängen. Dabei benutzt Spinoza zur Darstellung der Ethik, mit seinen eigenen Worten, eine „geometrische Methode“. Ihre Struktur besteht im Aufstellen eines Satzes und nachfolgendem logischen Beweis mittels bereits bewiesener Sätze.

#### Gottfried Wilhelm Leibniz
Leibniz besuchte Spinoza 1676 und argumentierte in intensiver Auseinandersetzung mit Spinozas Monismus (der Theorie der Einheit der gesamten Materie). In seinen eigenen philosophischen Annahmen ging er von einem aus dem Nichts von Gott geschaffenen Kosmos aus. Mit dem Blick auf die kleinsten Einheiten dieses Kosmos, die „Monaden“, für deren Eigenschaften er logische Postulate bereithielt, holte er Spinoza jedoch wieder ein. Jede einzelne „Monade“ unterscheide sich von allen anderen in der Art, wie sie von ihrer Position aus den gesamten Kosmos widerspiegele. Die gesamte Materie bestehe aus Teilchen dieser letztlich geistigen Komponente ihrer Existenz. Die Welt müsse, als gesamte betrachtet, nach der bisherigen Schlussfolgerung die beste aller möglichen Welten sein. Aus der Tatsache, dass der Planet Erde Mängel aufweise, könne im selben Moment jedoch geschlossen werden, dass es im Kosmos unzählige andere bewohnte und weit glücklichere Planeten gebe, mit denen der kosmische Gesamtplan sich erfülle und in dem die Erde mit ihren objektiven Mängeln ihren sinnvollen Platz zum besten des Gesamten einnehme. (Siehe eingehender den Artikel Theodizee.)
Zu den Paradoxien der rationalistischen Erkenntnistheorie gehörte, dass sie in den extremen Postulaten die Beschränktheit des menschlichen Verstandes voraussetzte – eben des Verstandes, den sie zum Schließen beanspruchte. Die menschliche Wahrnehmung zeigte Grenzen, der „Verstand“ erwies sich als nicht minder begrenzt. Die „Vernunft“, die letztlich im Schließen begründet lag, wies dieselben Grenzen nicht auf. Sie gehörte niemandem, war an kein Individuum gebunden, war in der Logik und der Mathematik gegeben, den beiden Wissenschaften, die es den Menschen allein erlauben konnten, zu erahnen, wie der Kosmos aufgebaut sein müsse.

### Empirismus
Aus Sicht der Empiristen wagten sich die Rationalisten weit in Bereiche vor, über die durchaus kein Wissen erlangt werden konnte. Die sehr unterschiedlichen Endergebnisse, zu denen sie gelangten, ließen zweifeln, dass ihre Beweisverfahren trugen. Argumentierte man gegenüber den Rationalisten streng, konnte man fordern, bei den Sinnesdaten zu bleiben und bestimmte Schlüsse nicht zu wagen. So massiv die Empiristen die Rationalisten auch kritisierten, so nahe standen sie ihnen auf der anderen Seite, wo es um die Naturwissenschaften und den Umgang mit Autoritäten ging. Descartes und Leibniz waren Wissenschaftler der neuen Zeit, sie waren physikalischen Experimenten aufgeschlossene Mitglieder renommierter wissenschaftlicher Akademien, wie sie im Mittelalter keine Pendants hatten.
Die wesentlichen Schritte in den Empirismus – in die Philosophie, die sich streng zur Rückführung aller Erkenntnisse auf Sinneswahrnehmungen bekannte – geschahen in England.
Das hat zum nur geringeren Teil mit der Arbeit der Royal Society zu tun, die Europas führende Institution naturwissenschaftlicher Forschung wurde. Hier wurde vergleichbar interessante Arbeit von experimentierenden Zirkeln in ganz Europa unternommen. Gravierendere Gründe dürften im spezifischen politischen Interessenfeld liegen, das sich für die Philosophen des Empirismus in England herstellte. Schon Hobbes hatte die erkenntnistheoretische Debatte mit einem politischen Angebot unterbreitet. Sollte der erkenntnistheoretische Nachweis gelingen, warum der Mensch so war wie er war und wozu das Gemeinwesen demnach in der Lage sein musste, so war dem Staat, der sich auf diese Argumentation stützte, eine Legitimationsgrundlage geboten, die die Religion nicht unnütz machte (Hobbes ließ sie als nützliches Machtinstrument gelten), aber eben doch einem höheren, objektiveren, wissenschaftlichen Kalkül der staatlichen Machtausübung unterordnete.
Locke und Shaftesbury schrieben Erkenntnis-, Gesellschafts-, Moral- und Staatstheorie in unterschiedlichen Argumentationsstrukturen, systematischer der eine, mehr auf die Ästhetik des Arguments bedacht, der andere. Ihre Angebote erschienen ab 1689 in direkter Auseinandersetzung mit der Glorious Revolution, der zweiten Revolution des Jahrhunderts, die, wenn sie erfolgreich verlief, Hobbes widerlegte, der im Blick auf die Revolution von 1641/42 behauptet hatte, dass Revolutionen einen Staat grundsätzlich zerstören mussten. Locke und Shaftesbury schrieben im Geflecht der Parteiinteressen, das sich 1689 herausbildete: Während auf dem Kontinent einzelne Regenten Bündnisse mit einzelnen Konfessionen schlossen in Versuchen, diese sich unterzuordnen, so schlossen in Großbritannien von nun an Parteien Bündnisse mit Regenten wie mit den im Land vertretenen Religionen. Beide, Locke und Shaftesbury, produzierten mit dem Empirismus und ihren Gesellschafts- und Moraltheorien Erkenntnistheorie im Interesse der Whigs, die, mit einer Unterbrechung von 1709 bis 1714, bis in das späte 18. Jahrhundert die Macht behalten sollten. Hatte Hobbes die Unterordnung aller Gruppen unter die Krone gefordert, so forderten die Vertreter des Empirismus nach Locke einen Staat, der dem Monarchen Macht zugestand, so lange er sie im Interessen der Bürger nutzte, einen Staat, der in England über eine Staatskirche verfügen mochte, der gleichzeitig aber die wichtigste Klientel der Whigs, den religiösen Dissent, tolerierte. Die politisch intrikaten Forderungen setzten Theorien voraus, die nicht von einer der religiösen Gruppen ausgingen. Die neuen gesellschaftspolitischen Traktate und Essays wurden erkenntnistheoretisch empiristisch untermauert im Blick auf eine Sicht, die den individuellen Leser in den Medien überzeugte – das Erkenntnisvermögen der Rezensenten war mit den neuen Argumentationslinien unabhängig von aller Religion angesprochen. Locke wurde zwar unverzüglich auf dem Kontinent rezipiert, fand jedoch hier bezeichnend wenig Interesse als unabhängiger Erkenntnistheoretiker. Shaftesbury kam in den 1760er und 1770er Jahren auf dem Kontinent in Mode als Vertreter der Empfindsamkeit, mit der sich ein neuer selbst erkennender und verantwortlicher Staatsbürger fordern ließ, dessen Perspektiven neue Staaten akzeptieren würden. Locke wurde 1776 der Philosoph der amerikanischen Unabhängigkeitserklärung. Die langsame Rezeption des Empirismus auf dem Kontinent scheint am deutlichsten damit zu tun zu haben, dass kontinentale Philosophen bis in die Zeit Jean-Jacques Rousseaus noch darauf bauten, bei weitem mehr zu erreichen, wenn sie einzelne Regenten überzeugten. Eine Erkenntnistheorie, die sich vor allem Parteien in der überkonfessionellen Kontroverse anbot, blieb hier bis ins 19. Jahrhundert von geringem Interesse.

#### John Locke

Das Bild der Welt ist nur ein mögliches. „Das ist es, was Mikroskope uns klar zeigen: Dinge, die für das bloße Auge eine bestimmte Farbe haben, geben bei größerer Sinnenschärfe ein ganz anderes Bild von sich […] die Verschmelzung verschiedenfarbiger kleiner Teile eines Objekts in unserer normalen Sicht schafft von denselben Dingen ganz abweichende Farbeindrücke…“ Locke, Essay (1690), II.xxiii, § 11

Das Projekt, zu dem John Locke mit dem Essay concerning Humane Understanding (1690) ansetzte, war an zwei Stellen brisant, der Autor notierte sie beide auf den ersten Seiten: Wenn er behauptete, alles, was Menschen wüssten, wüssten sie durch Sinneswahrnehmungen, dann zog er bereits an dieser Stelle den Verdacht des Atheismus auf sich, da nun erst einmal erklärt sein wollte, wie Gott den Menschen dann Gegenstand des Bewusstseins werden sollte. Locke riskierte mit seinem Beharren auf Sinneswahrnehmungen als Wissensquelle zudem ein Paradox: „The Understanding, like the Eye, whilst it makes us see, and perceive all other Things, takes no notice of itself“ – Das menschliche Verständnis kann so wenig beurteilen, wie es zustande kommt, wie das Auge einen Blick auf seine eigene Sicht werfen kann (zu diesem Problem eingehend der Artikel Abbild).
Tatsächlich schrieb Locke ein Buch, das sich gegenüber vielen der Entwürfe der Rationalisten durch größte Ordnung auszeichnete wie dadurch, dass sein Autor über Konsistenzbehauptungen kaum hinaus kam. Der erste Teil wischte alle angeblich „angeborenen Ideen“ vom Tisch. Nichts war angeboren, sonst müssten Menschen auf dem Gebiet der angeborenen Ideen weltweit Vorstellungen – von Gott, der Materie, Gut und Böse – teilen. Menschen sehen Dinge, erhalten von ihnen Ideen, setzen ihre Ideen zusammen, abstrahieren von ihnen, verfügen über sie in der Erinnerung, entwickeln Vorstellungen von Kausalität (Wachs schmilzt bei Hitze, Momente wie dieses machen Kausalität erfahrbar). Wenn Menschen eine Wahrnehmung wiederholen, zählen sie bereits, wenn sie zählen, folgte die gesamte Mathematik daraus. Menschen gehen, so Locke, im Bewusstsein mit Ideen um und erfahren im selben Moment, dass es eine materielle Außenwelt und ein menschliches Bewusstsein gibt. Wenn Menschen etwas Neues erfinden, setzen sie Bilder zu diesem Neuen zusammen und begeben sich dann an die Konstruktion. Es sei ihnen demnach so klar wie die Winkelsumme im Dreieck, dass das Bewusstsein nicht von der Materie produziert sein könne, nachdem Menschen schließlich auch dann Bilder im Bewusstsein verschieben können, wenn ihnen gerade nichts Materielles entspricht. Das Bewusstsein müsse ewig und ungeschöpft existieren, da es die Materie nicht benötige. Die Idee Gottes ließ sich so aus einem Umgang mit Wahrnehmungen gewinnen. Man müsse es im selben Moment dahingestellt sein lassen, was aus einer Definition Gottes folge. Die Idee seiner Existenz hätten Menschen indes, bevor sie aus seiner Definition Schlüsse zögen, mit den Dingen und ihrem Nachdenken bereits erlangt.
Locke bot ein Buch, das kaum zu Beweisen durchdrang. Er lieferte eher ein Plädoyer, nach dem denkbar sein musste, dass durchaus alles, was den Menschen beschäftigte, genauso gut über Sinneswahrnehmung und den Umgang mit ihr in das menschliche Bewusstsein gelangte. Die Gliederung seines Buches frappiert, aus heutiger Sicht, mit ihren Problemverlagerungen: Im ersten Zug verbannt er alle „angeborenen Ideen“ aus dem Bewusstsein, im zweiten baut er die Welt wieder auf – mit einem Blick darauf, wie Kinder sie verstehen lernen. Im dritten Argumentationsschritt wendet er sich der Sprache als dem Medium zu, in dem Menschen Erkenntnisse formulieren. Das vierte Buch seines „Versuchs“ gilt den komplexeren Ideen und der Wissenschaft. Weit vor dem „linguistic turn“, den die Erkenntnistheorie mit Wittgenstein im 20. Jahrhundert vollführte, ist hier auf das Problem der Sprache verwiesen, in der die Formulierung von Erkenntnis abläuft – und die wiederum auf Erkenntnis erhebliche Rückwirkung habe. Locke rief dazu auf, das menschliche Bewusstsein zu untersuchen und zu verstehen, mit welchen Konzepten es umging – dabei müsse man den Wahrnehmungsapparat, genauso wie die von Denktraditionen behaftete Sprache untersuchen, um zu verstehen, warum Menschen verschiedener Kulturen die Welt in manchen Aspekten ähnlich, in anderen sehr unterschiedlich wahrnähmen. All dies ist bei Locke weit vor dem Aufkommen der Wahrnehmungspsychologie und der Kulturanthropologie formuliert. Locke inspirierte die Kunst. Laurence Sternes Tristram Shandy (1759–1767) sollte das Essay concerning Humane Understanding mit subtilem Humor als eines der wichtigsten Bücher der Weltliteratur feiern, da hier erstmals erwogen war, wie Menschen denken: eher assoziativ, in einer Verkettung von Ideen, die gerade nicht immer den Ratschlägen der Vernunft folgt. Der Naturwissenschaft war nun ein neues Projekt vorgegeben: das einer konstanten Selbstkritik. Ein neues Fach der Wissenschaftstheorie war vonnöten, um der fortwährenden Verunreinigung wissenschaftlicher Erkenntnisse durch sich etablierende Konzepte zu begegnen.

#### David Hume
Den weit konsequenteren Versuch, auf den Prämissen, die Locke setzte, aufzubauen und die Erkenntnis kritisch zu befragen, bot David Hume mit seinen moralischen und erkenntnistheoretischen Untersuchungen. Wo Locke ohne große Differenzierung von „Ideen“ gesprochen hatte, trennte Hume zukunftweisend „Wahrnehmungen“ von „Ideen“. Wo Locke erklärte, dass das Wahrgenommene einen befähigte, Kausalität anzunehmen, ging Hume einen Schritt weiter: Man sah allenfalls, dass auf ein Ereignis A. ein Ereignis B. folgte. Dass dabei Kausalität im Spiel war, sah man nicht. Man müsste streng genommen konstatieren, dass hier eine Abfolge von Ereignissen beobachtet wurde. Ginge man hier wissenschaftskritisch einen Schritt weiter, so hatte das Konsequenzen für das gesamte Formulieren von Naturgesetzen: Man möge, so Hume, allenfalls gesehen haben, dass bislang immer nach A. auch B. geschah. Er stellte die Frage, was aber zur Annahme berechtige, dass das auch in Zukunft so sein sollte. Die Theorie eines geordneten Universums war ein zirkulärer Schluss aus gemachten Wahrnehmungen. Es war ansonsten mindestens so möglich, dass das Universum chaotisch war, die Menschen sozusagen nur eine Glückssträhne wiederkehrender Ereignisse observiert hatten. Dem widerspreche auch nicht, dass Tiere mit ihrem Instinkt auf gewisse Regularitäten eingerichtet seien.
Auch die Identität von Dingen und Personen musste nach Hume neu bedacht werden. Man könnte nicht beweisen, dass dieses „dieselbe“ Person ist, der man vor Jahren begegnet war – es gebe da allenfalls ein „Bündel“ von Wahrnehmungen, mit dem man Identität behauptete, während andere Wahrnehmungen immer auch von Unterschieden sprächen. Das war eine massive Attacke auf die Reste platonischen Nachdenkens, die beliebigen Gegenständen ein „Wesen“, ein „Selbst“ beimaßen und davon ausgingen, dass man wenigstens im Denken mit diesem reineren Wesentlichen umgehen könnte.
Hume entwertete die Vernunft schließlich im Blick auf alle moralischen Urteile. Die Vernunft rate den Menschen wohl zu bestimmten Handlungen im Blick auf bestimmte Ziele, doch wenn man andere Ziele setze, rate sie im selben Moment zu anderen Handlungen. Das Projekt der Erkenntnistheorie endete auf empiristischem Boden nicht mit neuen Sicherheiten, sondern eher mit Unsicherheiten und einem reichlich pragmatischen Umgang mit ihnen. Logik war nicht die letzte Prämisse des Umgangs mit der Realität. Hume stellt die Frage, ob man davon ausginge, dass Menschen mit freien Willensentscheidungen handelten und wieso dann Strafen für bestimmte Formen von Fehlverhalten angekündigt würden. Menschen handelten allenfalls versuchsweise im Blick auf gewünschte Entwicklungen. Die Prämissen, nach denen gehandelt wird, waren weitgehend ungedeckt. Das Projekt einer strengen Erkenntnistheorie taugte, sobald man es gründlich betrieb, am ehesten, um die Unbeweisbarkeit der Grundannahmen zu beweisen.

### Idealismus
Der Idealismus kann sowohl als Gegenposition zum Empirismus wie als dessen Fortführung verstanden werden. Im extremen Fall verneint der Idealismus, dass es eine Außenwelt gibt, über die man sinnvoll sprechen kann. Die Empiristen gehen von der Existenz der Außenwelt aus – von dieser sollen Wahrnehmungen herrühren. Die Idealisten wenden dagegen ein: Man geht mit Wahrnehmungen um, nicht mit der Außenwelt. Man kann aus den Wahrnehmungen allenfalls schließen, dass es da eine Außenwelt gibt. Man benötigt zu diesem Schluss aber Ideen und diese gehören wiederum zum Subjekt, das die Wahrnehmung auswertet.

#### George Berkeley
Der Schritt in den Idealismus geschah auf dem Boden der englischen Debatte aus einer isolierten theologischen Position heraus. George Berkeley war Theologe und wurde 1734 Bischof von Cloyne (mit Arbeitsplatz in Oxford). Dass Locke kaum klar gedacht hatte – um dies zu demonstrieren, musste Berkeley in seinem Essay towards a New Theory of Vision (1709), § 125 den berühmten Vorgänger lediglich mit dessen Versuch zitieren, das Dreieck euklidischer Geometrie von wahrgenommenen Dreiecken abzuleiten. Es war in jedem Fall einfacher, die Optionen des Dreiecks zuerst zu denken, um dann dergleichen in der Wahrnehmung wiederzufinden.
Mit dem Treatise Concerning the Principles of Human Knowledge (1710) legte Berkeley Punkt für Punkt die Axt an Lockes Darlegungen: Er stellt die Frage, woher man weiß, wie die menschliche Wahrnehmung zustande kommt – sprich, dass da eine materielle Außenwelt besteht, die in einem ein Bild erzeugt, zuerst auf der Netzhaut, dann im Bewusstsein. Er wollte wissen, ob je mehr als das Bild im Bewusstsein sei. Berkeley ging den Schritt weiter auf das erkennende Subjekt zu und folgte dabei Descartes. Ein Subjekt, ob man es nun „Mind, Spirit, Soul or Myself“, das Bewusstsein, den Geist, die Seele oder mich selbst, nennen will, müsse man zugestehen, sobald man darüber selbst (als Subjekt) nachdenke.
Descartes’ nächsten Schritt, über eine Gottesdefinition die Welt in ihrer Materialität zu beweisen, unterließ der Theologe: „Der Tisch, an dem ich schreibe, ich mag sagen, er existiert, das heißt, ich sehe und fühle ihn.“ Berkeley stellte die Frage, ob man aber zu Ende gedacht hatte, wenn man daraus ableiten wollte, dass er auch dann noch existierte, wenn man das Zimmer verließ und ob sich überhaupt eine solche Aussage lohnte. Man könnte behaupten, sie lohne sich, da man beliebig jemanden in das Zimmer schicken kann, etwas von diesem Tisch zu holen – man will doch nicht behaupten, dass der Tisch dann völlig neu zu existieren beginne. Streng genommen, so Berkeley, galt damit dennoch nur wieder, dass der Tisch jemanden nur dann und nur so weit beschäftigte, wie irgendjemand ihn wahrnahm. Was mit ihm außerhalb seines Wahrgenommenwerdens sei, bleibe offen.
| For as to what is said of the absolute existence of unthinking things without any relation to their being perceived, that seems perfectly unintelligible. Their esse is percipi nor is it possible they should have any existence out of the minds or thinking things which perceive them. | Denn […] ob nichtdenkende Dinge für sich selbst (absolut) bestehen, unabhängig davon, ob sie jemand wahrnimmt, so scheint überhaupt keine Erkenntnis dahin gehen zu können. Ihr Sein ist Wahrgenommenwerden; noch ist es möglich, dass diese Dinge irgendeine Existenz außerhalb des jeweiligen Bewusstseins oder denkenden Dings haben, das sie wahrnimmt. |

Es lohnt sich gar nicht, darüber nachzudenken, was dieser Tisch außerhalb von Momenten ist, in denen er wahrgenommen wird, denn niemand nimmt ihn außerhalb dieser Momente wahr. Die Außenwelt wurde in derselben Erwägung hinfällig wie die Behauptung ihrer Materialität: Wenn es eine Außenwelt unabhängig von der menschlichen Wahrnehmung gibt, dann wird sie in genau dieser Form nie Gegenstand der Wahrnehmung. Man erfährt über sie nichts. Man kann sich denken, dass sie trotzdem existiert, doch hat man dieselben Gründe, das zu denken, wenn sie existiert, wie wenn sie es nicht tut (und man sich die Außenwelt nur einbildet). In short, if there were external bodies, it is impossible we should ever come to know it; and if there were not, we might have the very same reasons to think there were that we have now.
Es musste auf den ersten Blick unklar erscheinen, wozu eine so radikale Position gut sein sollte. Berkeley richtete sie explizit nicht gegen die alltäglichen Vorstellungen, sondern nur gegen die philosophischen Erwägungen über Materie und den dreidimensionalen Raum:
| I do not argue against the existence of any one thing that we can apprehend either by sense or reflexion. That the things I see with my eyes and touch with my hands do exist, really exist, I make not the least question. The only thing whose existence we deny is that which Philosophers call Matter or corporeal substance. And in doing of this there is no damage done to the rest of mankind, who, I dare say, will never miss it. The Atheist indeed will want the colour of an empty name to support his impiety; and the Philosophers may possibly find they have lost a great handle for trifling and disputation. | Ich argumentiere nicht gegen die Existenz von irgendetwas, was wir wahrnehmen können, ob durch die Sinne oder Reflexion. Dass Dinge, die ich mit meinen eigenen Augen sehe und mit meinen eigenen Händen berühre, existieren, wirklich existieren, stelle ich nicht im Geringsten in Frage. Das einzige, dem ich die Existenz verweigere, ist das, was die Philosophen Materie oder körperliche Substanz nennen. Und damit, dass ich das tue, füge ich dem Rest der Menschheit, der, so wage ich zu behaupten, dieses Konzept nicht einen Tag vermissen wird, nicht den geringsten Schaden zu. Der Atheist jedoch wird die Anschaulichkeit eines bedeutungslosen Wortes vermissen, auf das er seinen Unglauben aufbaut; und die Philosophen werden wahrscheinlich die grandiose Handhabe vermissen, mit der sie im Moment eine vollkommen belanglose Debatte führen. |

Berkeley stellte nun die Frage, ob man demnach in Zukunft sagen sollte, man esse und trinke nur „Ideen“ und kleide sich in „Ideen“. Außerdem sollte man vielleicht aufhören, länger von „Dingen“ zu reden. Jedenfalls in der philosophischen Erwägung, so Berkeley. Er fragte auch, ob damit behauptet sein sollte, dass von den Dingen keine Wirkungen mehr ausgingen. Es könne doch gar nicht alles aus Ideen bestehen, wenn man etwa die Idee des Feuers vom wirklichen unterscheide, das Verbrennungen verursacht. Konsequent gedacht, müsse man sagen, so Berkeley, dass man demnach unterschiedliche Ideen von Feuer und Schmerz habe. Eine Idee, die man als Vorstellung handhabt und eine Idee, die man als „reales Feuer“ handhabt.
Konsequenzen barg Berkeleys Nachdenken auf religiösem Gebiet. Gott ließ sich an dieser Stelle viel leichter beweisen als die Existenz irgendeines anderen Menschen. Zu anderen Menschen bildete man selbst Mutmaßungen aus gewissen Wahrnehmungen heraus. Die Idee Gottes blieb dagegen an alle Wahrnehmungen und alle Ideen gebunden, nicht an irgendeine bestimmte Wahrnehmung.
All dies war konsequent und unwiderleglich gedacht, doch für die Zeitgenossen vor allem ein Affront gegen den common sense, der demgegenüber zur rettenden philosophischen Prämisse erhoben werden konnte.

#### Immanuel Kant
Berkeley konnte die von ihm ins Spiel gebrachte „idealistische“ Philosophie letztlich kaum vom Solipsismus abgrenzen, von der Position, nach der es nur mich selbst, mich wahrnehmendes Subjekt mit meinen Empfindungen gibt (die kein gegenstandsloser Traum sein können).

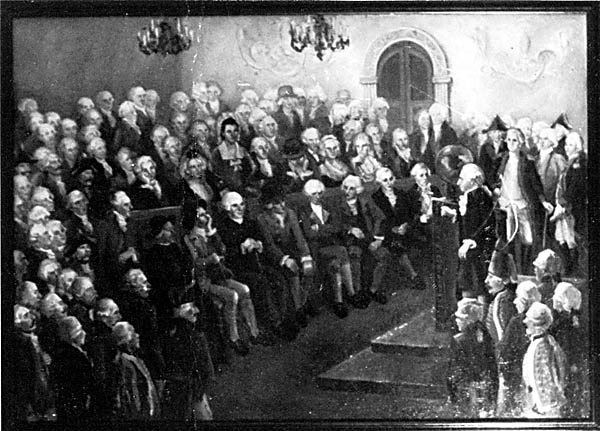
Kant liest vor russischen Offizieren, Gemälde von I. Soyockina / V. Gracov. Kantmuseum Kaliningrad (ehemals Königsberg)

Immanuel Kant gelangte anknüpfend an David Hume in die erkenntnistheoretische Debatte. Er teilte mit Berkeley die Blickwendung auf das erkennende Subjekt und auf mehrere Ausgangspositionen – etwa die, dass der Raum selbst nicht Gegenstand der visuellen Wahrnehmung ist, erst im menschlichen Bewusstsein seine Gestalt als gedachter unendlicher dreidimensionaler Raum erhält. Dinge an sich, Dinge so wie sie für sich selbst sind, auch wenn sie gerade keiner wahrnimmt, mit all den Qualitäten, die noch niemand an ihnen wahrnahm, nehmen Menschen nie wahr. Um sie muss sich die Metaphysik als Transzendentalphilosophie kümmern. Anders als Berkeley konstatierte er jedoch eine Notwendigkeit, über den Solipsismus hinauszugehen: „Gedanken ohne Inhalt sind leer, Anschauungen ohne Begriffe sind blind.“ Das pure Denken, etwa in der Mathematik, wird durch den „Bathos der Erfahrung“ (Kant) bereichert, also durch Sinnlichkeit. Die Verstandesbegriffe sind dabei nicht rezeptiv, sondern produktiv, das ist, in kantischer Terminologie, „die Spontaneität der Begriffe“, die durch ihre gestaltende Funktion die Wahrnehmung bei „Affizierung“ (Erregung) der Sinne erzeugt. Sinnlichkeit und Verstandesbegriffe begründen somit die „transzendentale Ästhetik“ der Kritik der reinen Vernunft.
Die Empiristen bestanden in der Terminologie, die Kant einführte, darauf, dass es nur zweierlei Urteile gebe: Synthetische Urteile a posteriori – Urteile, bei denen man auf Sinneswahrnehmung zurückgreift, die einen gegebenen Begriff erweitert (z. B. „die Kugel ist schwarz“). Daneben mochte man im Empirismus analytische Urteile zugestehen, also solche, bei denen die Prädikate bereits im Begriff enthalten sind (z. B. „Die Kugel ist rund“).
Die Frage einer wissenschaftlich betriebenen Metaphysik lautete unter dieser Vorgabe, ob es auch Synthetische Urteile a priori gebe.
Raum, Zeit und Kausalität, argumentierte Kant, seien nicht Gegenstände der Wahrnehmung, sondern ihre Bedingung. Man könne sich nicht denken, wie Wahrnehmungsprozesse ohne Raum, Zeit und Kausalität ablaufen sollten. Menschen bestimmen als derart bedingte Subjekte ihre Wahrnehmungen a priori. Raum und Zeit sind dabei innere Formen der Anschauungen, Kausalität und andere Kategorien sind a priori bestehende Ordnungsschemata des menschlichen Verstandes (Denkformen) und darüber hinausgehende Ideen sind regulative Richtlinien der Vernunft, die auf die Wahrnehmung (perceptio) keine Wirkung haben, da sie diese transzendieren (transzendentale Dialektik der Kritik der reinen Vernunft).
Die klare Abgrenzung vom Idealismus, wie ihn Berkeley im rein philosophischen Argument an den Rand des Solipsismus geführt hatte, lieferte Kant in der zweiten Auflage der Kritik der reinen Vernunft 1787 im Kapitel „Widerlegung des Idealismus“ nach.
Das Argument sollte Descartes’ Behauptung, allein der eigenen Existenz könne man sich gewiss sein, wie Berkeleys Zweifel an der Außenwelt treffen. „Das bloße, aber empirisch bestimmte, Bewusstsein meines eigenen Daseins beweist das Dasein der Gegenstände im Raum außer mir“ so Kants Angebot eines „Lehrsatzes“, der dem Beweis der Außenwelt aus dem Bewusstsein des eigenen Daseins vorweggestellt werden konnte.
Die Beweisführung griff auf das vorangestellte Nachdenken über die Zeit zurück. Menschen benötigen für die Zeit etwas „Beharrliches“, die Zeit durch sein fortgesetztes Bestehen Füllendes, und das könne nicht in ihnen selbst liegen „weil eben mein Dasein in der Zeit durch dieses Beharrliche allererst bestimmt werden kann.“ Man erfährt keine Zeit, wenn sich nicht etwas verändert, während etwas anderes unabhängig von einem in derselben Zeit stabil bleibt. „Folglich ist die Bestimmung meines Daseins in der Zeit nur durch die Existenz wirklicher Dinge, die ich außer mir wahrnehme, möglich.“ Kant versah den Beweis mit drei Anmerkungen, von denen die erste notierte, dass er hier seine eigene Philosophie benutzte, um über ihre Grenzen nachzudenken. Die zweite Bemerkung galt eingehender der Zeit, die in Abfolge und gerade nicht im Beharrenden definiert war. Das sei kein Widerspruch – eine Passage, die Zeit, Materie und das Ich voneinander auf kürzestem Raum abgrenzt:

„Anmerkung 2. Hiermit stimmt nun aller Erfahrungsgebrauch unseres Erkenntnisvermögens in Bestimmung der Zeit vollkommen überein. Nicht allein, dass wir alle Zeitbestimmung nur durch den Wechsel in äußeren Verhältnissen (die Bewegung) in Beziehung auf das Beharrliche im Raume (z. B. Sonnenbewegung in Ansehung der Gegenstände. der Erde,) vornehmen können, so haben wir so gar nichts Beharrliches, was wir dem Begriffe einer Substanz, als Anschauung, unterlegen könnten, als bloß die Materie und selbst diese Beharrlichkeit wird nicht aus äußerer Erfahrung geschöpft, sondern a priori als notwendige Bedingung aller Zeitbestimmung, mithin auch als Bestimmung des inneren Sinnes in Ansehung unseres eigenen Daseins durch die Existenz äußerer Dinge vorausgesetzt. Das Bewusstsein meiner selbst in der Vorstellung Ich ist gar keine Anschauung, sondern eine bloß intellektuelle Vorstellung der Selbsttätigkeit eines denkenden Subjekts. Daher hat dieses Ich auch nicht das mindeste Prädikat der Anschauung, welches, als beharrlich, der Zeitbestimmung im inneren Sinne zum Korrelat dienen könnte: wie etwa Undurchdringlichkeit an der Materie, als empirischer Anschauung, ist.“

Der Beweis hatte keine Gültigkeit in jedem Fall, das setzte die dritte Anmerkung hinzu, die notierte, dass Menschen natürlich träumen können und dann der Wahrnehmung keine Außenwelt zuordnen werden. Gefragt werden müsse jedoch in diesem Fall, woher das Geträumte in seiner scheinbaren Gegenständlichkeit komme – „bloß durch die Reproduktion ehemaliger äußerer Wahrnehmungen“, so setzte er hinzu, und für diese gelte der oben geführte Beweis, dass sie eine Außenwelt benötigten. Er stellt die Frage, woran man aber sehen könne, ob eine bestimmte Erfahrung Traum sei oder auf eine soeben getätigte Wahrnehmung der äußeren Welt zurückgehe. Das lasse sich nur in der größeren Perspektive auf alle menschlichen Wahrnehmungen sagen, so der extrem pragmatische Nachsatz: „Ob diese oder jene vermeinte Erfahrung nicht bloße Einbildung sei, muss nach den besonderen Bestimmungen derselben und durch Zusammenhaltung mit den Kriterien aller wirklichen Erfahrung, ausgemittelt werden.“
Brisanz gewann Kants Nachdenken in seinem Systemanspruch. Die Kritik der reinen Vernunft untergliederte Kategorien und Bedingungen des Wissens und seiner Sicherheit im Blick auf die Logik möglicher Schlussfolgerungen. Über die Grenzen des Wissens ließ sich mit dem neuen Vokabular präziser nachdenken. Zur Kritik der reinen Vernunft kam die Kritik der praktischen Vernunft als komplementäres Projekt der Ethik. Kant verband beide Bereiche wiederum mit einem grundlegenden Nachdenken über Ästhetik. Der Philosoph war an selber Stelle nicht mehr irgendein Parteigänger wie Hobbes oder Locke, noch das Universalgenie in Staatsdiensten, als das Leibniz für Hannover gearbeitet hatte. Mit Kants Ära gewann das Projekt der Philosophie neuen Status als akademische Wissenschaft, von der Impulse in alle Bereiche gesellschaftlichen Lebens ausgehen sollten. Kant avancierte zur weltlichen Autorität in Sachen Nachdenken, zu einer Stimme, die zu beliebigen Problemen gehört sein sollte. Das Bild des Philosophen, der einen Vortrag vor russischen Offizieren hielt, war in historischer Perspektive ein Novum.

## Erkenntnistheorie im Zeitalter der Nationalstaaten: 19. und frühes 20. Jahrhundert
Mit der Wende ins 19. Jahrhundert wurde das Wissenschaftssystem neu organisiert. Bislang gab es an den Universitäten die drei Fakultäten Theologie, Jurisprudenz und Medizin sowie das philosophische Grundstudium, die „artes liberales“, zu denen die Sprachen genauso gehörten wie die Naturwissenschaften, die bis dahin als „Naturphilosophie“, „natural philosophy“ benannt wurden.
Mit dem 19. Jahrhundert wurden die Geisteswissenschaften, die Naturwissenschaften, die Gesellschaftswissenschaften und die technischen Ingenieurwissenschaften begründet. Die Philosophie kam zu den Geisteswissenschaften, deren Aufgabenfeld sich nun weitete.
Bis weit in das 18. Jahrhundert hinein wurden nahezu alle politischen und gesellschaftlichen Debatten auf dem Gebiet der Theologie geführt. Mit der Wende ins 19. Jahrhundert übernahm der Staat als neue Ordnungsmacht die Vorherrschaft in den gesellschaftsweiten Diskussionen. Er garantierte seinen Bürgern gleiche Rechte. Fast überall in Europa kam Religionsfreiheit hinzu – sie bedeutete für die jeweils bislang in jedem Territorium privilegierten Konfessionen die Rückstufung, bot Minderheiten jedoch Gleichberechtigung. Die Debattenkultur des Nationalstaats wurde von nun an von den Geisteswissenschaften bestimmt. Ihre Ausbildung durchläuft, wer in den Medien zu Wort kommt, Kunst und Literatur bespricht und an den Universitäten in den Fächern unterrichtet, in denen diskutiert wird.
Die Philosophie entwickelte sich zur integrativen Wissenschaft innerhalb der Geisteswissenschaften. In ihr finden die grundlegenden Methodendebatten statt. Philosophische Erkenntnistheorien erlaubten es am Ende, Rechtssysteme überkonfessionell zu definieren, den Naturwissenschaften Vorgaben zu machen wie dem Bildungssystem. Erkenntnistheorie verband sich mit der Geschichtsphilosophie und schuf dabei den Rahmen, in dem eine vollkommen neue Debatte der Zukunft aufkam. Bislang hatte es keine solche gegeben – mit dem späten 18. Jahrhundert änderte sich dies: Die Staaten entwickelten ein Interesse an Entwicklungsspielräumen. Im Bereich der Philosophie fanden um 1800 die wichtigsten Diskussionen der Weichenstellungen statt.
Deutschland und Frankreich gaben dabei den Ton an. Frankreich war mit der Revolution von 1789 in die neue Situation geraten, die Zukunft im Bruch mit der Vergangenheit planen und organisieren zu müssen – der Positivismus als große Vorstellung einer von den Wissenschaften geordneten Welt entwickelte sich aus der französischen Revolution heraus. In Deutschland gewann die Zukunft eines weltlichen, säkularen Nationalstaats Anfang des 19. Jahrhunderts eine sehr viel idealere Komponente. Gesucht wurde das Gegenmodell zu Frankreich und zur heimischen Zersplitterung in Territorialherrschaften, ein großer Staat, der die einzelnen Länder bei unterschiedlicher kultureller Tradition in sich aufnahm. In den eröffneten Bereichen versorgte die Philosophie das 19. Jahrhundert mit Denkoptionen und Diskussionsforen. Die Erkenntnistheorie bot sich dabei als Traditionen neu setzende und als Brüche erlaubende Disziplin an mit ihrem Versprechen, das allgemein für vernünftig erachtete Weltbild ungeachtet aller Vorurteilsstrukturen (und damit ungeachtet aller Traditionen) zu realisieren.

### Von Hegel bis Schopenhauer: Rezeption und Zersplitterung des Idealismus
Das sogenannte „Älteste Systemprogramm des deutschen Idealismus“, ein 1917 wiederentdecktes Manuskript des Jahres 1796 oder 1797, das in der Handschrift auf Georg Wilhelm Friedrich Hegel als Autor verweist, jedoch nicht unbedingt von ihm stammen muss (andere Autorzuschreibungen galten Friedrich Hölderlin und Friedrich Wilhelm Schelling), wirft Licht darauf, was dem Idealismus um 1800 enorme Sprengkraft verlieh: nicht sein Nachdenken über „Dinge an sich“ und Begriffe, die man sich von ihnen machen konnte, sondern die Tatsache, dass kaum abzusehen war, was folgte, wenn ein Bereich der Ideen so sicher gesetzt werden konnte, wie der soeben von den Naturwissenschaften ergründete Bereich der Naturphänomene. Die Ethik würde unter dieser Verschiebung die zentrale Wissenschaft werden, mit Folgen für alle Diskussionen der Gesellschaft:

„Da die ganze Metaphysik künftig in die Moral fällt – wovon Kant mit seinen beiden praktischen Postulaten nur ein Beispiel gegeben, nichts erschöpft hat –, so wird diese Ethik nichts anderes als ein vollständiges System aller Ideen oder, was dasselbe ist, aller praktischen Postulate sein. Die erste Idee ist natürlich die Vorstellung von mir selbst als einem absolut freien Wesen. Mit dem freien, selbstbewussten Wesen tritt zugleich eine ganze Welt – aus dem Nichts hervor – die einzig wahre und denkbare Schöpfung aus dem Nichts. – Hier werde ich auf die Felder der Physik herabsteigen; die Frage ist diese: Wie muss eine Welt für ein moralisches Wesen beschaffen sein? Ich möchte unserer langsamen, an Experimenten mühsam schreitenden Physik einmal wieder Flügel geben.

So, wenn die Philosophie die Ideen, die Erfahrung die Data angibt, können wir endlich die Physik im Großen bekommen, die ich von späteren Zeitaltern erwarte. Es scheint nicht, dass die jetzige Physik einen schöpferischen Geist, wie der unsrige ist oder sein soll, befriedigen könne.“

Die Physik hatte sich den Wünschen unterzuordnen, die eine freiere Menschheit an sie stellen musste. Selbstbefreiung war das romantische Programm, das nicht minder den Staat betreffen musste:

„Von der Natur komme ich aufs Menschenwerk. Die Idee der Menschheit voran, will ich zeigen, dass es keine Idee vom Staat gibt, weil der Staat etwas Mechanisches ist, so wenig als es eine Idee von der Maschine gibt. Nur was Gegenstand der Freiheit ist, heißt Idee. Wir müssen also über den Staat hinaus! – Denn jeder Staat muss freie Menschen als mechanisches Räderwerk behandeln; und das soll er nicht; also soll er aufhören.“

Hegel, der Autor der Phänomenologie des Geistes (1807) sollte selbst aus der Erkenntnistheorie heraus die Geschichtsphilosophie als neue Gattung begründen: Sie setzte die Theorie voraus, dass Geschichte nicht zufällig verläuft, sondern als gerichteter Prozess auf einen zu ermittelnden Zielpunkt hin. Die Zukunft war für Autoren bis in die 1750er Jahre ein vollkommen uninteressantes Terrain gewesen, eine Zeit, von der man sich nichts mehr erwartete, nachdem man in der Gegenwart bereits alles erfinden konnte. Das Manuskript kulminierte in Aussagen über die Ästhetik:

„Zuletzt die Idee, die alle vereinigt, die Idee der Schönheit, das Wort in höherem platonischen Sinne genommen. Ich bin nun überzeugt, dass der höchste Akt der Vernunft, der, in dem sie alle Ideen umfasst, ein ästhetischer Akt ist und dass Wahrheit und Güte nur in der Schönheit verschwistert sind. Der Philosoph muss ebensoviel ästhetische Kraft besitzen als der Dichter.“

Die Philosophie würde neue Mythologien begründen, so der programmatische Text. Deutschland befand sich während der nächsten Jahrzehnte in einer Phase, in der es mehr als Projekt, als Gegenstand politischer Ideenbildung, denn als Realität interessierte. Die Frage lautete, welche politische Realität sich in diesem Prozess herausbilden würde – die verschiedensten Interessengruppen und hinter ihnen territoriale Herrschaften mischten sich in diese Diskussion, in deren Verlauf eine Revolution Mitte des 19. Jahrhunderts scheiterte und ein größerer Nationalstaat sich ihr folgend unter Ägide Preußens konstituierte. Der Idealismus zersplitterte, die einzelnen Richtungen des Idealismus wie die der Nachfolger Hegels, trennten sich. Das Projekt der Erkenntnistheorie bot optimistische Strömungen unter den Links- und Rechts-Hegelianern und ihnen gegenüber eine pessimistische unter Arthur Schopenhauer, dessen Die Welt als Wille und Vorstellung (1819) bereits im Titel offenbart, wie weit das Fach der Erkenntnistheorie an dieser Stelle von Fragen der Ethik, der Moral und des Menschenbildes durchdrungen wurde. Schopenhauer griff auf Berkeleys Subjektivismus zurück und lenkte im selben Moment den Blick auf den Willen des Subjektes, ohne den der Erkenntnisprozess in den Richtungen, die er nahm, unverständlich bleiben musste. Gegenüber den optimistischeren Sichten der Hegelianer positionierte sich die pessimistische mit einer Negation der Willensfreiheit: „Der Mensch kann zwar tun, was er will, aber er kann nicht wollen, was er will“, so Schopenhauer.

### Von Marx bis Lenin: Dialektischer Materialismus
Die Abbildtheorie (auch Widerspiegelungsthorie) ist Kernstück der marxistisch-leninistischen Erkenntnistheorie. Allgemein beinhaltet sie, dass die Erkenntnis eine Abbildung oder Widerspiegelung der objektiven Realität im menschlichen Bewusstsein ist.
Ging es den vorangegangenen philosophischen Schulen – angeblich – um eine gegenüber jedem Zweifel solide und darum wahre Position, so kam mit dem Kommunismus Mitte des 19. Jahrhunderts die Frage auf, ob hier nicht ein grundlegender Betrug bestehe. Philosophien, die vermeintlich nur das Denkbare erwogen und dabei dem Zweifel – der Ungewissheit über die Welt – größeren Raum ließen, kokettierten mit einer rein logischen Erwägung, die in der Welt in jedem Fall politische Bedeutung gewann. Eine unpolitische Haltung gab es nicht – einen Zweifel an der Außenwelt musste man sich erst einmal leisten können. Die Frage war, welche erkenntnistheoretische Entscheidung von dem zu erwarten war, der sich der politischen Verantwortung nicht entzog, der den Massen zugestand, dass ihre materiellen Lebensgrundlagen dürftig und ihr Anteil an den Produktionsmitteln vollkommen unterrepräsentiert war.
Die Entscheidung musste an dieser Stelle für den Materialismus fallen. Das erforderte bereits die Frage, wie mit der Religion umzugehen sei. Ludwig Feuerbach las in den Tagen der deutschen Revolution in Heidelberg über „Das Wesen der Religion“ und lieferte Denkoptionen, wie der Mensch aus eigener Erfahrung heraus Vorstellungen von Gott entwickelt haben könnte. Gott wurde zu einem natürlichen Teil der menschlichen Psyche, zu einer Vorstellung, die dem Menschen im Umgang mit der Welt nahelag. Ob Gott mehr war als diese Projektion aus menschlichen Vorstellungen, ließ sich nicht entscheiden. Und ob er eine noch immer zeitgemäße menschliche Erfindung war, das musste bezweifelt werden.
Karl Marx und Friedrich Engels radikalisierten Feuerbachs Erwägungen. Die Religion war nicht nur aus dem Individuum heraus zu verstehen, sie war vor allem auch ein gesellschaftliches Phänomen, „Opium des Volks“, eine kollektive Erfahrung, die auf gesellschaftsweite Erfahrungen antwortet – Marx 1844:

„Das Fundament der irreligiösen Kritik ist: Der Mensch macht die Religion, die Religion macht nicht den Menschen. Und zwar ist die Religion das Selbstbewusstsein und das Selbstgefühl des Menschen, der sich selbst entweder noch nicht erworben oder schon wieder verloren hat. Aber der Mensch, das ist kein abstraktes, außer der Welt hockendes Wesen. Der Mensch, das ist die Welt des Menschen, Staat, Sozietät. Dieser Staat, diese Sozietät produzieren die Religion, ein verkehrtes Weltbewusstsein, weil sie eine verkehrte Welt sind. Die Religion ist […] die phantastische Verwirklichung des menschlichen Wesens, weil das menschliche Wesen keine wahre Wirklichkeit besitzt. Der Kampf gegen die Religion ist also mittelbar der Kampf gegen jene Welt, deren geistiges Aroma die Religion ist.
Das religiöse Elend ist in einem der Ausdruck des wirklichen Elendes und in einem die Protestation gegen das wirkliche Elend. Die Religion ist der Seufzer der bedrängten Kreatur, das Gemüt einer herzlosen Welt, wie sie der Geist geistloser Zustände ist. Sie ist das Opium des Volkes.
[…] Es ist also die Aufgabe der Geschichte, nachdem das Jenseits der Wahrheit verschwunden ist, die Wahrheit des Diesseits zu etablieren. Es ist zunächst die Aufgabe der Philosophie, die im Dienste der Geschichte steht, nachdem die Heiligengestalt der menschlichen Selbstentfremdung entlarvt ist, die Selbstentfremdung in ihren unheiligen Gestalten zu entlarven. Die Kritik des Himmels verwandelt sich damit in die Kritik der Erde, die Kritik der Religion in die Kritik des Rechts, die Kritik der Theologie in die Kritik der Politik.“

Die Erkenntnistheorie zu den weltanschaulich brisanten Positionen entwickelte sich in einer Anknüpfung und einer Kritik an Hegel und den deutschen Idealismus. Mit dem dialektischen Materialismus, der in den kommunistischen Staaten im 20. Jahrhundert offizielle erkenntnistheoretische Doktrin wurde, geht ein Bekenntnis zur Materie als Ausgangspunkt aller Erfahrung einher. Abbildungsprozesse schaffen im Bewusstsein ein Bild der materiellen Welt. Es geht darum, in einem kritischen Prozess dieses Bild fortschreitend zu objektivieren und Vorurteile aus der Weltsicht zu verbannen, psychologisch zu verstehende individuelle Vorurteile wie solche, die durch weltanschauliche Setzungen von politisch machtvollen Gruppen produziert werden. Eine größere Geschichtssicht korrespondierte mit der erkenntnistheoretischen Entscheidung.
Das Plädoyer für die Materie als dem alleinigen Gegenstand der empirischen Wahrnehmung verband sich mit dem Plädoyer für eine Politik, die den materiellen Lebensbedingungen den Wert zugestand, den sie für die ausgebeuteten Massen haben mussten. Es musste den Materialisten zukommen, die materielle Not der Arbeiter- und Bauernschaft anzuerkennen und auf die politische Tagesordnung zu holen. Im historischen Prozess des Klassenkampfes würde, so die Prognose des Marxismus, die Klasse, die die materielle Grundlage des Lebens aller Schichten der Gesellschaft herstellte, am Ende die Macht übernehmen; sie hatte mit ihrer Arbeitskraft die Macht effektiv bereits in ihren Händen und war sich dessen allenfalls noch nicht klar bewusst.
Repräsentanten der Kirchen und der bürgerlichen Nationalstaaten sahen im Kommunismus ihr längst gehegtes Feindbild Gestalt annehmen: die erste dezidiert atheistische Philosophie, die mit der Absage an die Religion und dem Bekenntnis zum Materiellen eine Verrohung der Massen einleiten würde, denen Macht hier allenfalls versprochen werde.
Erkenntnistheoretisch heikler war die Kritik, die sich im Positivismus mit der Wende ins 20. Jahrhundert gegenüber dem Materialismus formierte. Es gab im dialektischen Materialismus Entscheidungen zugunsten der Materie und eine dezidierte Theorie der Abbildung, die zur objektiven Erkenntnis führe. Das Philosophische Wörterbuch der DDR gab die Doktrin noch bis zum Zusammenbruch des Sozialismus wieder – so im Artikel „Abbild“, der als grundlegender gewertet sein wollte:

„Abbild – Grundbegriff jeder materialistischen, insbesondere der marxistisch leninistischen Erkenntnistheorie. Abbilder sind ideelle Resultate des Widerspiegelungsprozesses, in dem sich die Menschen auf der Grundlage der gesellschaftlichen Praxis die objektive Realität vermittels des gesellschaftlichen Bewusstseins in verschiedenen Formen, wie Wissenschaft, Ideologie, Moral, Kunst, Religion, geistig aneignen. Sie entstehen in einem komplizierten Prozess der Übersetzung und Umsetzung des Materiellen in Ideelles (Marx/Engels 23, 27) der in seinem Verlauf sowohl durch die Struktur und Wirkungsweise des menschlichen Sinnes- und Nervensystems wie auch durch den Entwicklungsstand der gesellschaftlichen Praxis bestimmt wird.“

Erkenntnistheoretisch betrachtet musste hier erstaunen, was mit der Materie korrespondierte: Ein Bereich des „Geistes“ und der „Ideen“, für den dieselbe Philosophie bei einer Ausrichtung auf die Materie doch kaum Platz haben konnte. Tatsächlich fehlt im selben Lexikon der Eintrag „Geist“, wohl weil man sich mit ihm tief in die Gedankenwelt des deutschen Idealismus begeben müsste. „Seele“ und „Geist“ werden nur unter „Bewusstsein“ abgehandelt. Interessant wurde im 19. Jahrhundert auf dem Gebiet der Erkenntnistheorie gegenüber dem Materialismus die Entscheidung, weder über die Materie noch über den Geist „unnötige“ Aussagen zu fällen, und wesentlich dezidierter mit der Wahrnehmung als dem allein gegebenen umzugehen.
Übersehen wird dabei oft, dass erst Lenin den Begriff der Materie (Philosophie) als objektive Realität – in der Physik lediglich Synonym für Stoffe - als das Disjunkte zum Bewusstsein zum Beginn des 20. Jahrhunderts formulierte. Da die Begriffe Materie und Bewusstsein als philosophische Grundbegriffe (Kategorien) nicht auf andere Begriffe zurückführbar sind, können sie nur durch Gegenüberstellung und Klärung ihres Verhältnisses zueinander bestimmt werden. Zugespitzt wird dies in der Grundfrage der Philosophie, der Frage nach dem Primären: ob Materie oder Bewusstsein. Es sind nur zwei Antworten möglich, wenn Materie und Bewusstsein als disjunkte Begriffe definiert werden – was auch die Sinnhaftigkeit dieser Begriffe ausmacht. Die Materialisten sehen in der Materie das Primäre, die Idealisten im Bewusstsein. Die Materialisten erklären das Bewusstsein als Produkt der Materie. Die objektiven Idealisten trennen das menschliche Bewusstsein vom Subjekt als selbständige objektive Wesenheit, die subjektiven Idealisten erklären die Bewusstseinsinhalte durch Betonung der sinnlichen Erkenntnis als das Primäre.

### Von Comte bis zu Mach und dem Wiener Kreis: Positivismus
Der Positivismus wurde erst Ende des 19. Jahrhunderts als erkenntnistheoretische Position interessanter. Das länger schon kursierende Wort fand sich zu diesem Zeitpunkt noch immer gemieden. Zu sehr war es verbunden mit dem französischen Beginn der positivistischen Philosophie als Auguste Comtes Projekt eines wissenschaftlichen Religionsersatzes.
„Empiriokritizismus“ war das Wort, das Ernst Mach für die neue Strömung zu prägen suchte. Gegenüber dem Empirismus entfiel mit der neuen Theorie das Insistieren auf die Abbildung der Außenwelt im Bewusstsein. Gegenüber dem marxistischen Materialismus entfiel die Setzung, dass alles, womit Menschen umgingen, eine materielle Basis haben sollte, gegenüber den Idealisten die Suche nach Wahrheit hinter den Erscheinungen. Die Einstufung „Positivismus“ verdienten die neuen in der Physik beheimateten Denkrichtungen, da sie von lediglich einer Realität ausgingen – der des positiv nachweisbaren. „Positiv“ war dabei nicht anders gemeint als im Rahmen einer medizinischen Untersuchung, bei der man vom „positiven Befund“ spricht, wenn ein Nachweis, etwa eines bestimmten Krankheitserregers, unter vorab definierten Bedingungen gelingt. Man ginge mit Empfindungen um – wobei offenbleiben konnte, ob sie geträumt oder von Materie erzeugt würden. Was sie verursachte, war Gegenstand der Modellbildung. Physik würde unter der neuen Theorie mit „als-ob“-Setzungen betrieben: Die eigene Datenlage kann sich so verhalten, „als ob“ es da Materie gebe. Was Materie wiederum sei, würde man in Versuchen klären müssen. Am Ende stünden Modellannahmen. Atome sind Teil einer solchen Modellannahme, sie entziehen sich mit ihren Atomkernen und um diese kreisenden Elektronen jeder Wahrnehmung; die beste Optik hilft da nicht weiter, da ein Lichtstrahl bereits zu grob ist, um ein Atom in seinen Einzelteilen sichtbar zu machen. Menschen machen Versuche und entwerfen Atommodelle, die mit ihnen vereinbar sind. Die Modelle sind dabei so beschaffen, dass sich befriedigend mit ihnen rechnen lässt.
Die erkenntnistheoretischen Erwägungen, die Heinrich Hertz und Ernst Mach ihren physikalischen Arbeiten mit auf den Weg gaben, gingen in der Chronologie den Revolutionen voran, die mit Niels Bohrs Atommodell, mit Albert Einsteins Relativitätstheorie und mit der heisenbergschen Unschärferelation folgten. Einstein schrieb Mach spät noch, dass die Relativitätstheorie kaum ohne dessen Philosophie denkbar gewesen wäre. Mit dem neuen Positivismus stand die Option im Raum, nicht länger nach einem dem Menschen plausiblen anschaulichen Bild der Welt zu suchen, sondern strikt Rechen- und Modellräume zu konzipieren, in denen sich Datenlagen „ökonomisch“, mit geringem Aufwand an Annahmen, verarbeiten ließen. Der Positivismus schließt hier an eine bis in den Universalienstreit zurückreichende Tradition an; Wilhelm von Ockham hatte sich bereits mit dem nach ihm benannten argumentativen „Rasiermesser“ unter dem Leitsatz „pluralitas non est ponenda sine necessitate“ gegen alle Erklärungen ausgesprochen, die unnötig viele Wirkungskräfte in Anspruch nahmen.
Aus traditionell erkenntnistheoretischer Sicht blieben die Darlegungen, die Hertz und Mach auf dem naturwissenschaftlichen Gebiet veröffentlichten, prekär. Damit, dass das menschliche Bild der Welt aus Modellannahmen bestünde, konnten Empiristen wie Idealisten umgehen. Die Frage nach dem Subjekt, das ein Prinzip wie das der „Denkökonomie“ beherzigte, blieb ungeklärt. Das Subjekt machte sich doch erst als Teil der Masse der Empfindungen bemerkbar, es war selbst Ergebnis und Gegenstand der „Analyse der Empfindungen“. Hier beurteile also ein Interpretationsergebnis die Interpretation, wodurch sich die Frage stellt, wie man da beweisen sollte, was gerade an irgendeiner Erklärung „denkökonomisch“ sei. Das empfand das Subjekt, das selbst nach diesem Prinzip behauptet wurde. Das alles war aus dialektisch materialistischer Sicht unbefriedigend durchdacht, schlechter als jede klare Entscheidung – so die marxistischen Materialisten rund um Lenin, die im Empiriokritizismus einen verkappten Rückfall in den Solipsismus, einen für den Kapitalismus typischen „bürgerlichen Relativismus“, sahen.

### Von Wittgenstein bis in den Poststrukturalismus: Der „Linguistic Turn“
„Die Linguistische Wende“ fand Anfang des 20. Jahrhunderts in der Erkenntnistheorie ihren Startpunkt; sie breitete sich von hier aus weit in die Geisteswissenschaften aus, die sie schließlich mit dem Poststrukturalismus und der Postmoderne durchdrang. Vorbereitet hatten die Wende auf dem Gebiet der Logik Gottlob Frege und Bertrand Russell; mit Entschiedenheit vollzog sie Ludwig Wittgenstein mit dem Tractatus Logico-Philosophicus (1922). Sie bestand, kurz formuliert, in einer Verlagerung der bisherigen Fragestellungen der Erkenntnistheorie auf das Gebiet der Aussagenlogik im Besonderen und der Sprache im Allgemeinen.

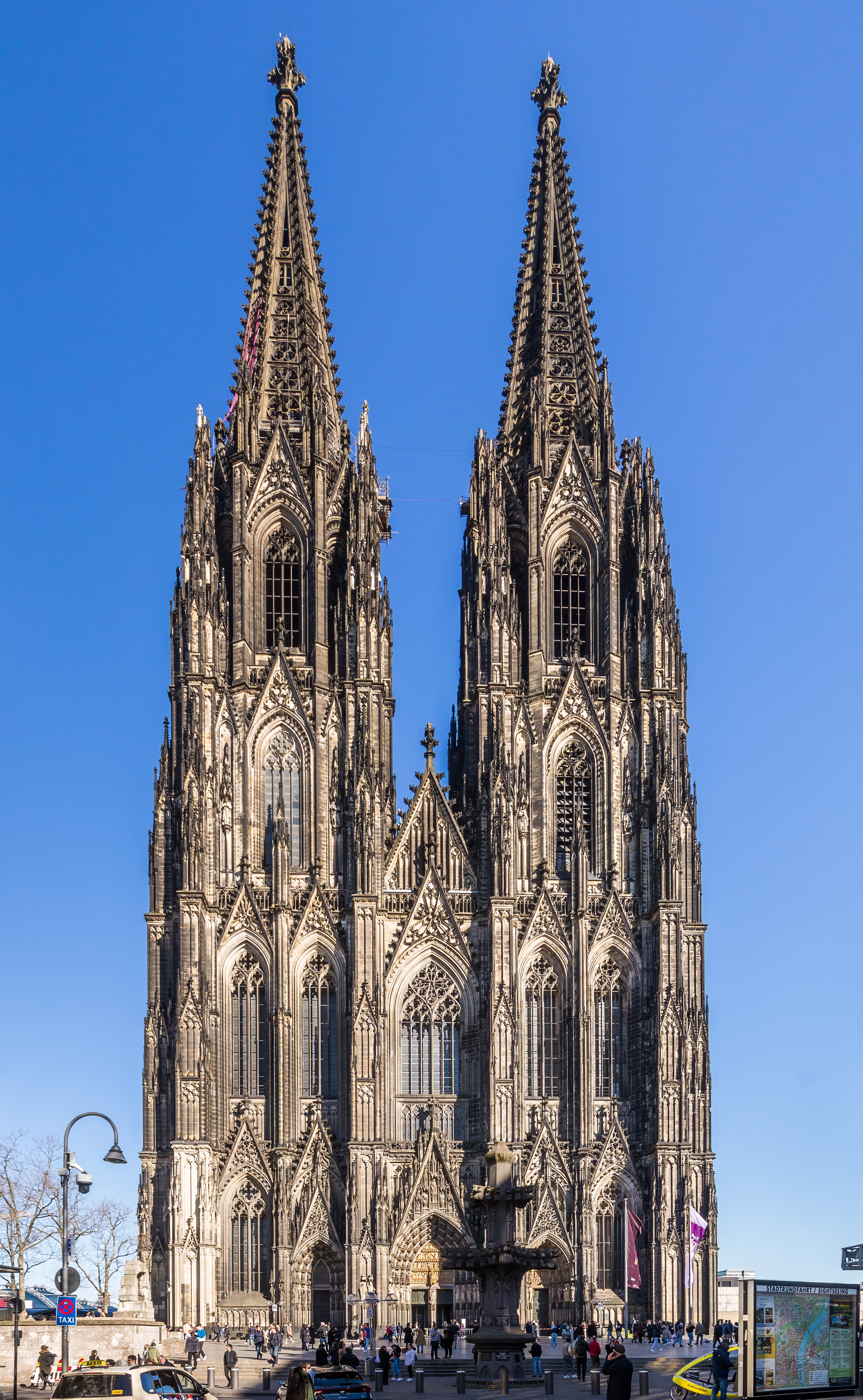
Bild A
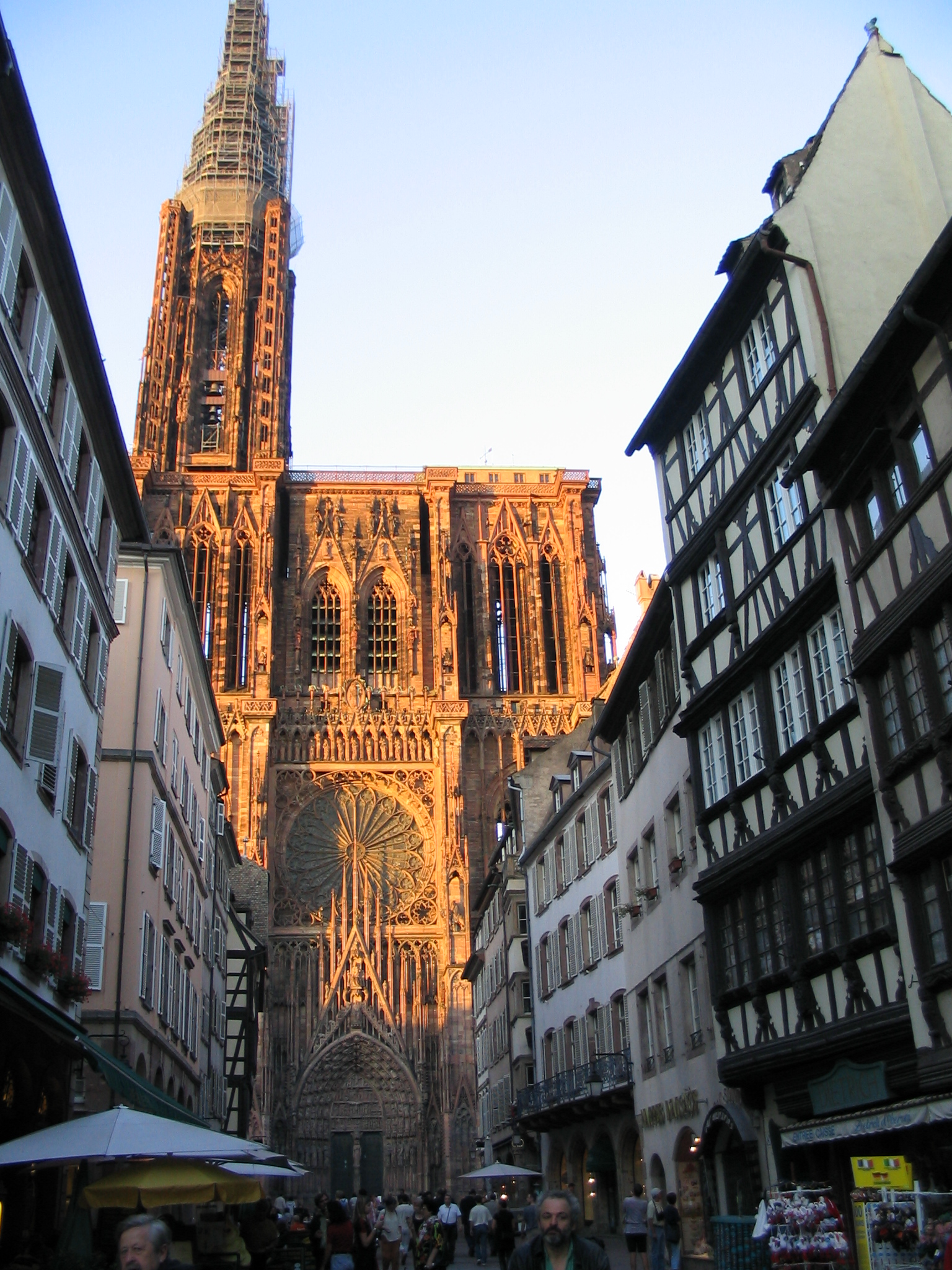
Bild B
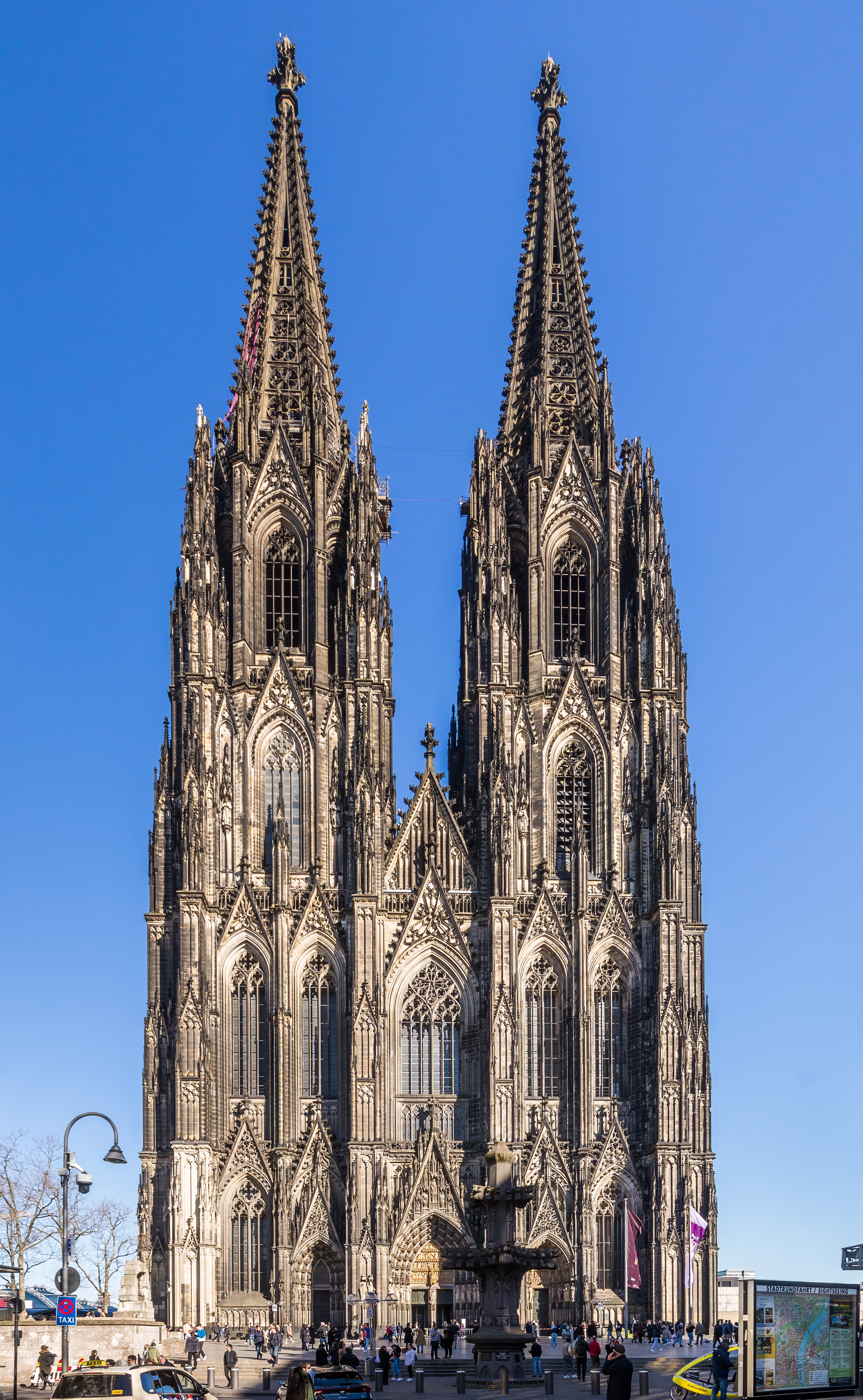
Bild C

Es musste erstaunen, dass eine solche Verlagerung möglich sein sollte. Es wird darüber geklagt, dass die Sprache kaum hinreicht, um auszudrücken, was man ausdrücken will. „Ein Bild sagt mehr als tausend Worte“, heißt es landläufig. Mit dem Tractatus verwies Wittgenstein darauf, dass man alles, was einem ein Bild sagt, in Aussagen fassen kann.
„Warum ist Bild A in der nebenstehenden Reihe ein Bild des Kölner Doms? Warum ist Bild B das nicht?“ In dem Moment, in dem man Antworten auf diese Fragen gibt, verweist man auf Aspekte der Bilder, die für einen selbst Aussagen des Bildes über Sachverhalte gleich kommen. „Nach Bild B dürfte der Kölner Dom nur einen Turm haben, das ist jedoch nicht der Fall“, so mag die erste Feststellung lauten. Der Architekturkenner wird nachsetzen und in Detailaussagen auf all die Aspekte verweisen, anhand derer er erkennen kann, dass Bild B tatsächlich das Straßburger Münster zeigt. „Warum ist Bild C mit Bild A identisch?“ Kurz gesagt: „Weil auf Bild C alles ebenso der Fall ist wie auf Bild A.“ Man könnte jeden Bildpunkt, in den sich Bild C zerlegen lässt, als Aussage über einen Sachverhalt formulieren. „Pixel 1 in Bild C hat Farbwert #123456 – was das korrespondierende Pixel 1 in Bild A anbetrifft, erweist sich dasselbe als der Fall.“
So genau, wie Menschen die Eigenschaften irgendeines Dinges wahrnehmen, hantieren sie mit Aussagen zu ihm – das merkt man, wenn einem ein Ersatz untergeschoben wird. Man kann sofort sagen: „Das ist nicht meine Hose, die hatte dort ein Etikett, hier eine Naht mehr, daran würde ich sie wiedererkennen.“ Wenn man unter zwei Hosen die eigene in einer Wäscherei nicht mehr identifizieren kann, dann ist genau dies das Problem: „Soweit ich sie bewusst wahrnahm, kann es diese oder die andere sein, in allen Sachverhalten, die ich mir merkte, sind beide gleich.“
Menschen produzieren ein Raster an Aussagen. In diesem formulieren sie die eigene Erkenntnis. Der jahrhundertealte Streit zwischen Empiristen und Idealisten stürzte im selben Moment in sich zusammen. Aussagen, so hielt Wittgenstein fest, sind für einen selbst nur so weit sinnvoll, wie man weiß, was der Fall sein soll, wenn sie wahr sein sollen. Um Aussagen zu produzieren, benötigt man damit durchaus keine Empirie. „Auf dem Mond hat man nur ein Sechstel seines Gewichts.“ Die Aussage erwies sich als der Fall, als man dort war, sie war jedoch sinnvoll bereits zuvor formuliert. Wittgenstein war Empiriker, wenn es um die Tatsachen ging, aber Idealist, wenn es um die Aussagen ging, die für einen selbst erst einmal sinnvoll sein müssen, bevor man im Blick auf die Dinge sagt, ob sie wahr oder unwahr sind.
Die Grenzen der Erkenntnis ließen sich im Blick auf die Aussagen glatt definieren – Wittgenstein benötigte dabei nicht mehr Worte wie „Transzendenz“, „Metaphysik“, „Ding an sich“, er blieb mit seinen Worten und Überlegungen innerhalb der Grenzen: Wo Aussagen produziert werden, bei denen man nicht weiß, bei welcher Lage der Dinge man sie für wahr oder falsch erachten will, bewegt man sich nicht mehr im Bereich für einen selbst sinnvoller abbildender Aussagen. Soweit die Welt Gegenstand der Erkenntnis wird, tut sie dies im Bereich der Sachverhalte, die sich bei einer Überprüfung als gegeben, „der Fall“ erweisen. Man kann darum im Blick auf die Aussagen zu möglichen Sachverhalten sagen: „Die Welt ist alles, was der Fall ist“ (so Wittgenstein im ersten Satz des Tractatus 1922). Man konnte im selben Moment aus der Erkenntnistheorie Projekte ausklammern: Aussagen über Kausalität boten, wie Hume bereits postuliert hatte, gegenüber Aussagen von der Art „wenn x geschieht, dann geschieht danach y“ keinen Mehrwert an Information dazu, was der Fall sein soll, wenn sie wahr sind. Behauptungen über Kausalität ließen sich demnach nicht in sinnvollen abbildenden Aussagen machen. Moralische Aussagen ließen sich sinnvoll zwar im Blick auf Zielvorgaben machen, doch blieben sie für sich genommen unverifizierbare Aussagen. Wittgenstein notierte, dass diese Endergebnisse banal waren – weshalb sich aber, so fragte er in der Vorrede des Tractatus, hinter den unlösbaren Problemen der Erkenntnistheorie besonders tiefe Wahrheiten verbergen sollten. Man war letztlich jahrhundertelang damit umgegangen, dass sie insoweit lösbar seien, wie man das Projekt nicht mit den falschen Fragen belastet. Einige Zeit würde es dauern, so mutmaßte er, bis man die Probleme der Erkenntnistheorie entmystifiziert habe. Die Wissenschaft ging zu diesem Zeitpunkt längst mit Aussagen um, wie er es skizziert hatte.
Hatte sich Wittgenstein im Tractatus mit der Frage auseinandergesetzt, inwiefern Aussagen in der Abbildung von Tatsachen sinnvoll werden können, so wandte er sich in den 1930er Jahren der größeren Frage zu, wie Menschen das Spiel solcher Aussagen erlernen – wie Sprache überhaupt im menschlichen Umgang mit der Welt funktioniert. Der Eindruck, dass sie abbildet, kommt allenfalls in der praktischen Verwendung von Sprache auf und er verzerrt den Blick auf die Bedeutungskonstitution – darauf, wie man es lernt, sprachlichen Äußerungen Bedeutung beizumessen. Die Überlegungen, die Wittgenstein in seinen Vorlesungen der späten 1930er und frühen 1940er Jahre in Cambridge gegenüber seinen Schülern anstellte, relativierten Konzepte als kulturelle. Das Wort des Sprachspiels diente ihm dabei, die Regelhaftigkeit zu erfassen, die in einem sprachlichen Verwendungszusammenhang besteht, in dem man ein Konzept beobachtet.
In den Überlegungen, die nach seinem Tod unter dem Titel Philosophische Untersuchungen (1953) veröffentlicht wurden, analysiert Wittgenstein einfache Sprachspiele wie das Bitten um einen Gegenstand, der einem sodann gereicht wird, um von ihnen aus die Frage zu stellen, wie sich Erkenntnis unter Teilnehmern an Kommunikation herstellt. Der Gedanke, dass im großen Bereich der Sprache einzelne Sprachspiele existieren können, die eigenen Spielregeln folgen können, fand in den nächsten beiden Jahrzehnten in der Formulierung der strukturalistischen und poststrukturalistischen Diskurstheorie eine Parallelentwicklung – mit ihr wird davon ausgegangen, dass im größeren Bereich menschlichen Austauschs konkurrierende Traditionsstränge, Diskurse bestehen, in denen sich Bedeutung unterschiedlich herstellt.

## Aktuelle Debatten
Bis zum Ende des Kalten Krieges in den späten 1980er Jahren gab es zumindest noch eine verbleibende staatlicherseits vertretene philosophische Erkenntnistheorie: die des dialektischen Materialismus der Marxistisch-Leninistischen Philosophie. Eine spezifische Erkenntnistheorie der westlichen Staaten etablierte sich dagegen nicht. Selbst westliche „linke“ Strömungen suchten kaum Brückenschläge in den dialektischen Materialismus, den philosophische Lexika der Ostblockstaaten propagierten. „Linke“ westliche Philosophen wie Michel Foucault erschienen, vom harten Standpunkt des dialektischen Materialismus aus betrachtet, einem bürgerlichen Relativismus verpflichtet. Die Verlagerung philosophischer Probleme auf das Gebiet der Aussagen oder das dekonstruktive Nachdenken über ideengeschichtliche Formationen und über Macht im Allgemeinen blieben im Ostblock unakzeptable Denkbewegungen.
In den westlichen Gesellschaften büßte die Erkenntnistheorie ihrerseits in der öffentlichen Wahrnehmung Rang ein. Die Naturwissenschaften wurden der Ort der Fragen nach Geist, Materie und Energie. Einzelne, verwirrende Theoreme drangen aus den Wissenschaften bei dieser Positionsverteilung in die philosophische Tagesdebatte ein. Man liest in philosophischen Essays vom „Welle-Teilchen-Dualismus“, wenn es darum geht, die Relativität heutiger Sichtweisen spektakulär zu belegen. Wo es um Willensfreiheit geht, kommen Neurologen und Chaosforscher zu Wort. Physiker wie Stephen Hawking avancierten in der öffentlichen Wahrnehmung zu den neuen Weltweisen, denen man noch am ehesten die Erklärung aller Dinge zutraute. Universitär betriebene Erkenntnistheorie ist heute oft gekennzeichnet von einem Spagat zwischen strenger Ausrichtung auf die historische Debatte und einer Suche nach Fragen und Antworten der modernen Wissenschaften. Impulse gehen dabei weit öfter von diesen modernen Wissenschaften in die Philosophie als umgekehrt. Mit der erkenntnistheoretischen Debatte ging im Lauf des 20. Jahrhunderts eine Verselbstständigung des ethischen Projekts einher. Lieferte Wittgenstein noch den Nachweis, dass die Erkenntnistheorie an Grenzen stößt, wo sie in die Ethik vordringen will, so ist die Frage heute, ob die Ethik nicht als unabhängige Instanz gegenüber den Wissenschaften benötigt wird, um diesen Grenzen zu setzen. Ethikkommissionen werden eingesetzt, um die Auswirkungen von Forschungsvorhaben zu bewerten und um ggf. Grenzen zu setzen.
Das Spektrum gegenwärtiger erkenntnistheoretischer Richtungen ging unter diesen Außenbedingungen nicht bruchlos aus den Diskussionen des 19. Jahrhunderts hervor. Man kann es gegenwärtig in drei Debattenfelder teilen, denen eine gewisse Geographie der Diskussionsorte entspricht.
Es gibt Felder
1. einer linken, auf die Geschichte und die Gesellschaft ausgerichteten Diskussion; hier stehen „bürgerliche“ Richtung der Kulturanthropologie und der Kulturgeschichtsschreibung deutschen Zuschnitts einer eher vom Marxismus ausgehenden ideologiekritischen gegenüber, deren wichtigste Vertreter die französischen Theoretiker um Michel Foucault und Jacques Derrida wurden;
2. einer auf den Erkenntnisapparat, das Gehirn, den Geist ausgerichteten Diskussion – mit einem Spektrum von der evolutionären Erkenntnistheorie und der Philosophie des Geistes bis zur Artificial Intelligence-Forschung;
3. einer auf die Wissenschaftstheorie ausgerichteten Diskussion mit einem Spektrum von Positionen, die die Positivismus-Debatte des 19. Jahrhunderts fortsetzen, nun jedoch als neue Option den – postmodernen – Bruch mit der Theoriefixierung im Spiel haben: der Pragmatismus, das anything goes, der Methodenpluralismus gehören in dieses Feld, Richard Rorty, Thomas S. Kuhn, Paul Feyerabend sind hier Vertreter namhafter Richtungen.

Alle drei Bereiche boten sich den laufenden gesellschaftlichen Konfrontationen wie der Forschung der Naturwissenschaften unterschiedlich offen als Kooperationspartner an.

### Schwerpunkt kulturelle Konstitution des Wissens
Strukturalisten wie Ferdinand de Saussure, Claude Lévi-Strauss, Roman Jacobson und Poststrukturalisten wie Jacques Derrida, Roland Barthes oder Michel Foucault zählen in der modernen Philosophiegeschichtsschreibung nicht zu den Erkenntnistheoretikern im herkömmlichen Sinn. Ihre Arbeiten stellten Weichen auf den Gebieten der Linguistik, der Literaturwissenschaft, der aktuellen Cultural Studies. Sie in einem Artikel zu Erkenntnistheorie zu erwähnen, liegt in historischer Perspektive nahe. Gemeinsam ist ihnen ein Nachdenken über die Sprache als Medium der Herstellung von Bedeutung sowie ein grundlegendes Nachdenken über epochale kulturelle Wissensformationen. Michel Foucault bezeichnete diese Wissensformationen als „Episteme“ und fragte nach der Logik, die sie Diskursteilnehmern auferlegen. Die Diskurstheorie erlaubt es zudem, Brücken zu Ludwig Wittgenstein und seinem Nachdenken über Sprachspiele als (Diskursen vergleichbare) Untereinheiten der Erkenntnis zu schlagen. Jean-François Lyotard bot diesen Brückenschlag in seinem Buch La condition postmoderne: rapport sur le savoir (1979) als Teil der Geschichte der Erkenntnistheorie im 20. Jahrhundert an.
Die philosophische Wendung, die hier stattfand, geschah in der Diskussion der Grenzen des Strukturalismus als einer wissenschaftlichen Methode. Der Poststrukturalismus wurde dabei die erkenntnistheoretische Position der Postmoderne. Aus dem Strukturalismus ging im Deutschen in einer eigenen Entwicklung die Systemtheorie Niklas Luhmanns hervor.

#### Strukturalismus und Poststrukturalismus
Hatte Wittgenstein darüber nachgedacht, wie es möglich ist, dass Menschen Sprache im Umgang mit der Welt benutzen, und was sie wissen müssen, um einer Äußerung Sinn beizumessen, so verlegten die Strukturalisten die weiteren Fragen auf das Gebiet der möglichen Zeichensysteme. Die grundlegende Prämisse war dabei, dass ein Zeichensystem es stets erlauben muss, Differenzen in binären Oppositionen bilden zu können. Menschen können ansonsten in ihm keine Bedeutungsdifferenzen schaffen.
Mit dieser Grundannahme ließ sich die Sprache von Bildern wie die gesprochene Sprache untersuchen. Strukturalistische Interpretationen notierten die Ebenen, auf denen Zeichensysteme aufgebaut und Aussagen gemacht wurden. Man konnte daran sehr schnell einen prekären Umgang mit dem Kontext kritisieren. Die spezifische Bedeutung eines Gedichtes hängt durchaus von den einzelnen in ihm identifizierbaren Aussagen ab, es entwickelt sich dabei durchaus Komplexität im gleichzeitigen Umgang mit verschiedenen Bedeutungssystemen wie etwa dem alltagssprachlichen und dem der metaphorischen Bedeutung. Problematisch ist am hier gemachten Analyseangebot jedoch, dass es stets Kontexte voraussetzt. Fragt man nach der Bedeutung eines beliebigen Satzes, so wird das deutlich. Die Erklärung wird einem immer erst in dem Moment sinnvoll, indem sie die Bedeutung woanders sucht, einen Kontext herstellt. Der Satz „Ein Haus ist ein Haus“ hilft nicht, um zu verstehen, was ein Haus ist, man benötigt eine Erklärung, die einen Vergleichskontext herstellt. Mit der Frage nach den Kontexten vollzog sich der Schritt in den Poststrukturalismus, der eine neue Problemlage darin sah, dass Betrachter mit je eigenen Kontexten an den beliebigen Gegenstand herangehen.
Strukturalistischen und poststrukturalistischen Interpretationen gemeinsam blieb, dass sie beliebige der Bewertung vorgelegte Gegenstände als sprachliche Äußerungen begriffen. Zum einen entstehen Sprachen dann, wenn Gegenstände aussagekräftig benutzt werden – der Dresscode etwa als System von Kleidung, mit dem über Geschlecht, Beruf, Geschmack, Zugehörigkeit zu Moden eingehende Aussagen gemacht werden. Zum anderen wurde hier erwogen, dass nur wahrgenommen wird, wofür es bereits ein sprachliches Konzept gab. Roland Barthes analysierte unter diesen Prämissen in Mythen des Alltags 1957 exemplarisch Titelcover, Photographien, Autokarosserien ideologiekritisch als Botschaften in allen verstandenen Sprachen der Bilder und des modernen Designs.
Die Untersuchungen gewannen eine kritische und erkenntnistheoretische Komponente in dem Maße, indem sie die Frage nach großen kulturellen Kontexten aufwarfen, nach epochalen Organisationen der Bedeutungsherstellung, nach der Macht einzelner Diskurse, hier entscheidende Vorgaben zu machen.
Michel Foucaults Arbeiten über die Umbrüche zwischen Epistemen der Neuzeit schlugen die Brücken in die Erkenntnistheorie. Mit ihnen musste man davon ausgehen, dass das Denken sich weniger in einem Fortschritt in Richtung auf die korrekte Abbildung der Welt hin beschreiben ließ, denn unter den Bedingungen großer Denk- und Ordnungsmuster, denen man Einzelwahrnehmungen unterordnet, und die sehr komplexen kulturellen Anforderungen unterliegen. Die Titel seiner Bücher verweisen bereits auf die erkenntnistheoretische Dimension des Projektes: Die Ordnung der Dinge: Eine Archäologie der Humanwissenschaften (1966) befragt ein ganzes Wissenschaftsfeld nach epochalen Vorannahmen. Überwachen und Strafen (1975) ist zum einen eine historische Untersuchung des Nachdenkens über staatliche Bestrafung, gleichzeitig legt Foucault hier eine experimentelle Studie unter der Prämisse vor, dass Diskurse von der Weitergabe von Technologien bestimmt sind. Foucaults späte Arbeiten über Sexualität relativierten die vermeintlich biologische Funktion als essenziell kulturelles Konstrukt, das die Gesellschaften zu ihrer Organisation benutzen.
Als eine grundlegende Denkbewegung wurde ab den 1960ern die – kultur- und ideologiekritisch wirkende – Dekonstruktion benannt. Sie geschieht in den verschiedenen Untersuchungen in der Regel im gezielten Blick auf die Konstruktion von Bedeutung. In dem Moment, in dem nachgezeichnet wird, wie eine bestimmte Bedeutung konstruiert wurde, zeigt sich diese selbst auseinandergenommen, in ihren aporetischen Konstruktionsanstrengungen dekonstruiert. Das hat politische und weltanschauliche Sprengkraft, überall dort, wo Bereichen menschlichen Zusammenlebens eine naturgegebene Ordnung oder (wie im Marxismus) die Ordnung am Ende eines zwangsläufigen historischen Prozesses zugesprochen wird. Ideen von „natürlicher“ und „widernatürlicher“ Sexualität bestehen, sobald man sie so ansprechen kann, als kulturelle Konstrukte. Es gibt, solange das der Fall ist, erst einmal keinen Grund, sie für unabdingbar zu halten.
Von der Ideologiekritik des Marxismus, wie sie im Ostblock fortbestand, und der traditionellen bürgerlichen Geschichtsphilosophie entfernte sich die hier betriebene Épistémologie gleich weit. Beide Felder klassischer Erkenntnis- und Gesellschaftstheorie drangen auf eine fortschreitende Objektivierung des Wissens, auf dessen Annäherung an die Realität, auf Endpunkte einer logischen Entwicklung. Mit den postmodernen, poststrukturalistischen Angeboten eines Nachdenkens über Wissensformationen in ihren historischen Prämissen wurde unklar, wie etwas anderes als spezifische historisch begründete Wissensformationen überhaupt denkbar sein soll. Postmodern war unter derselben Fragestellung, dass keiner einzelnen Kultur an dieser Stelle ein besonderes Recht auf Allgemeingültigkeit ihrer Sicht mehr zugesprochen werden kann. Einzelne historischen Wissensformationen bargen ihre je eigene Plausibilität. Innerhalb jeder Gesellschaft bilden sich bei eingehenderer Betrachtung Subsysteme aus, Gruppen mit eigenen Perspektiven, die sehr unterschiedlich Anschluss an bestehende Diskurse suchen. Das fand sich mit Jean-François Lyotards La condition postmoderne (1979), deutsch Das postmoderne Wissen am Ende als eigene Bedingung des Wissens in postmodernen pluralistischen Gesellschaften reklamiert.

#### Systemtheorie
Strukturalismus und Poststrukturalismus waren stark auf kulturell tradierte Formationen von (beanspruchtem) Wissen ausgerichtete Theorieansätze. Die Systemtheorie rezipiert auch einige Elemente des Strukturalismus. Dabei analysiert sie sämtliche Gegenstandsbereiche als „Systeme“. Ein „System“ wird dabei als durch Operationen der Unterscheidung und Beobachtung erzeugt verstanden. Systemtheoretische Ansätze beziehen Anregungen aber nicht nur aus strukturalistischen Theorien, sondern verschiedensten Forschungsbereichen. Darunter zählen besonders die „Allgemeine Systemtheorie“ und die Theorie „Komplexer adaptiver Systeme“ in den Naturwissenschaften (Ludwig von Bertalanffy, John H. Holland, Murray Gell-Mann) sowie die Genetische Epistemologie Jean Piagets, die Kybernetik (W. Ross Ashby, Norbert Wiener, Heinz von Foerster), verschiedene andere logische bzw. mathematische Impulse (etwa die Kalküle von Gotthard Günther und George Spencer-Brown), einige informations- (etwa von Gregory Bateson) und ingenieurswissenschaftliche sowie wirtschaftswissenschaftliche Grundideen. Als soziologische Theorie wurde die moderne Systemtheorie von Talcott Parsons begründet und von Niklas Luhmann ausgearbeitet, der wichtige Teilsysteme der funktionsteiligen modernen Gesellschaft analysierte und dies zu einer allgemeinen Theorie der Gesellschaft fortführte.
In eine spezifisch deutschsprachige Konkurrenz zu französischen Diskurstheorien traten vor allem Luhmann und seine Nachfolger. Zentral sind Unterscheidungs- und Beobachtungsoperationen. Zunächst einmal unterscheidet sich ein System von seiner jeweiligen Umwelt – durch eine Unterscheidungsoperation, welche dieses System selbst hervorbringt. In Folgeschritten bildet ein System dann weitere Unterscheidungen aus. Unterscheidungen besitzen eine zweiseitige Form. Pro Unterscheidung wird jeweils eine der beiden Seiten akzentuiert. An dieser kann dann fortgefahren werden, zu unterscheiden. Beispielsweise kann ein System seine Umwelt feinkörniger unterscheiden. Dabei werden stets nur eigene Unterscheidungsformen angewendet und sich auf eigene Unterscheidungsleistungen bezogen. Dieser Autonomie (siehe auch Autopoiesis) entspricht eine konstruktivistische erkenntnistheoretische Position.
Strukturalismus, Poststrukturalismus und Systemtheorie wurden in den 1990er Jahren gleichlautenden Kritiken unterzogen: Ihre Erklärungen seien beliebig, empirisch gehaltlos und unüberprüfbar. Wer bestimmt, welche zu beobachtende Relation ein System bilde – hier kann vom jeweils Untersuchenden alles zum System erklärt werden und alles zu jeweiliger Umwelt des beobachteten Systems. Einige systemtheoretische Theoretiker sagen, dass Menschen nur wahrnehmen, wofür sie (wie Strukturalisten meinen) sprachliche Kategorien besitzen oder Formen konstruieren. Obwohl Bedeutung in Äußerungen liegt, oder in einer größeren Sprache, die jeder Aussage Kontexte gibt, erweist es sich noch immer als schwierig, Computerprogrammen das Übersetzen zwischen verschiedenen Sprachen beizubringen. Sowohl aus der naturwissenschaftlich-technisch orientierten Debatte, wie aus der klassischen linken, an Lebensbedingungen interessierten Philosophie, wie aus Lagern einer neuen, sich unter dem Label New Historicism formierenden, strengeren Geschichtsforschung den „theorielastigen“ Schulen wurden Fragen gestellt wie „Wie ist das Verhältnis vom beobachteten ‚System‘ oder ‚Diskurs‘ zur ‚wirklichen Welt‘, kann man über sie überhaupt noch sprechen, muss bzw. kann da überhaupt noch ein Verhältnis bestehen? Hat man nicht vorschnell beschlossen, über die ‚wirkliche Welt‘ nicht mehr nachzudenken und ganz bei den Wissensformationen und sprachlichen Abbildungen dieser Welt zu verbleiben?“.

### Schwerpunkt Informationsverarbeitung und Erkenntnisapparat
Die evolutionäre Erkenntnistheorie, die Philosophie des Geistes, die Künstliche-Intelligenz-Forschung lassen sich, selbst wo sie über ihre Vertreter mit den Naturwissenschaften verbunden sind, weitaus klarer auf die klassischen erkenntnistheoretischen Debatten zurückbeziehen als Strukturalismus, Poststrukturalismus und Systemtheorie.

#### Evolutionäre Erkenntnistheorie
Die evolutionäre Erkenntnistheorie bildet dabei eine anfangs vergleichsweise deutsche Traditionslinie. Konrad Lorenz, Rupert Riedl, Gerhard Vollmer setzten eine Auseinandersetzung mit der deutschen idealistischen Philosophie fort, gerade wenn sie versuchten, deren Fragen naturwissenschaftlich zu entzaubern. Menschen denken in Kategorien von Raum, Zeit und Kausalität. Kant hatte diese Kategorien als a priori des menschlichen Nachdenkens anerkannt: Sie werden benötigt, bevor man in ihnen nachdenkt. Die evolutionäre Erkenntnistheorie gibt denselben Kategorien in einem Brückenschlag in die Biologie und den Positivismus (Ernst Machs Empiriokritizismus nahm hier wesentliche Positionen vorweg) eine am Ende materialistische Geschichte: Raum, Zeit und Kausalität sind, so die Erklärung, Wahrnehmungsmuster, die sich im Laufe der Evolution als einfach nur praktisch erwiesen. Der biologische Erkenntnisapparat, die menschlichen Sinnesorgane, die Gehirnfunktionen schaffen die Kategorien und Dimensionen der menschlichen Wahrnehmung. So zu denken, wie der Mensch das tut, erwies sich schlicht als Überlebensvorteil. Das ließ sich auf kulturell gebundene Wahrnehmungsmuster ausdehnen: Kulturen entwickeln Erkenntnisse und Erkenntnismuster und stehen mit diesen in einer Auseinandersetzung mit ihrer Umwelt und untereinander in einem evolutionären Wettstreit. Der evolutionsgeschichtliche Ansatz wurde – in Verbindung mit kognitionswissenschaftlichen und erkenntnistheoretischen Perspektiven – von den Neurobiologen Humberto Maturana und Francisco Varela (siehe auch: Der Baum der Erkenntnis) unter dem Aspekt der Autopoiese als Lebensprinzip mit ständigen biologischen, kommunikativen und kognitiven Rückkoppelungsprozessen weiterentwickelt und differenziert.
Aus Sicht der dekonstruktiven, auf die Sprache ausgerichteten Diskurstheorien, wie aus Sicht der poststrukturalistischen Geschichtsschreibung erschienen die hier gewonnenen Theoreme beklemmend schlicht: Sie schaffen eine untere Ebene universeller Wahrnehmungsmuster, die für Mensch und Tier gelten sollen. Hier wird kaum erklärt, warum es dann doch eine erhebliche Vielfalt in der „Erkenntnis“ zwischen verschiedenen Kulturen gibt. Auf der höheren Ebene, auf der man kulturelle Ausformungen der Wahrnehmungsmuster zulässt, wird – so die Kritiker von Seiten der Diskurstheorie – nicht wesentlich komplexer gedacht: Darwinismus wird hier auf die Kulturgeschichte übertragen. Unklar ist demnach, ob sich die unterschiedlichen Wahrnehmungsmuster verschiedener Kulturen in einem Wettstreit um das „Überleben“ miteinander befinden und ob gesagt werden könne, dass alle Erkenntnisse „nützlich“ im Umgang mit der Welt sind. Zirkelschlüsse weist die Evolutionäre Erkenntnistheorie aus Sicht der strengen idealistischen oder positivistischen Philosophie auf: Materie, die Existenz von Körpern, deren Evolution – all dies wird von der evolutionären Erkenntnistheorie vorausgesetzt. Sie benötigt die der Evolution unterworfene Materie für die Produktion der biologischen Erkenntnisapparate, die am Ende der Evolution eben in Kategorien wie Materie, Raum, Zeit und Kausalität denken sollen. Ein Glaube an die naturwissenschaftlichen Erklärungsmodelle stabilisiert die evolutionäre Erkenntnistheorie.
Daneben gibt es in der evolutionären Erkenntnistheorie auch eine kritischere Position. Sie wurde von den Anhängern des Kritischen Rationalismus vertreten, vorwiegend Karl R. Popper und Donald T. Campbell. Sie bestreiten, dass es sichere Evidenz gibt – auch nicht in naturwissenschaftlichen bzw. naturalistischen und insbesondere auch nicht evolutionären Erklärungen. Jeder Versuch, bestimmte Meinungen als wahr und gewiss herauszusondern (als „Wissen“), müsse scheitern. Es gebe insbesondere auch im Rahmen evolutionärer Modellbildungen nur blinde Variation zusammen mit selektiver, ausschließlich negativer Rückkopplung. Die Evolution der Lebewesen und die Evolution des menschlichen Wissens gehen dabei ineinander über; sie beide stellen einen objektiven Problemlösungs- und Lernprozess dar, der im Wesentlichen auf den gleichen Prinzipien basiert. Die Selektion in der natürlichen Evolution entspricht dabei der Kritik im Bereich des menschlichen Wissens: „Diese Art der Information – die Abweisung unserer Theorien durch die Wirklichkeit – ist […] in meinen Augen die einzige Information, die wir von der Realität bekommen können: alles andere ist unsere eigene Zutat.“ Die Entwicklung basiert demnach also auf der Fehlerkorrektur im Bezug auf eine objektive Problemsituation. Verbunden mit der Position ist ein radikaler, aber nichtbegründender Apriorismus: Jegliches Wissen wird als dem „Inhalt nach a priori, nämlich genetisch a priori“ angesehen, nicht jedoch als a priori gültig oder begründet. Aufgrund dieser erkenntnistheoretischen Haltung wird diese Position gemeinhin als Totalskeptizismus oder Totalirrationalismus kritisiert und weitestgehend ignoriert. David Miller, der prominenteste zeitgenössische Vertreter dieser Position, hat sie bekräftigt und die Kritik zurückgewiesen. (Für den Fall, dass es nur um Worte geht, ist er bereit, die Bezeichnung ‚Irrationalist‘ zu akzeptieren.) Er vertritt den Standpunkt, dass die Sichtweise die aktuell einzige existierende ist, die – trotz vieler ungelöster Probleme – im Ansatz ernsthaft behaupten kann, logisch haltbar zu sein.

#### Künstliche-Intelligenz-Forschung

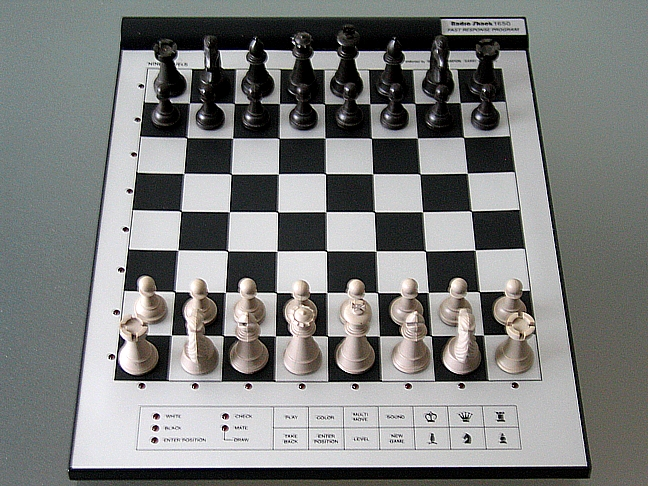
Tandy radio shack 1650 aus den 1980er Jahren

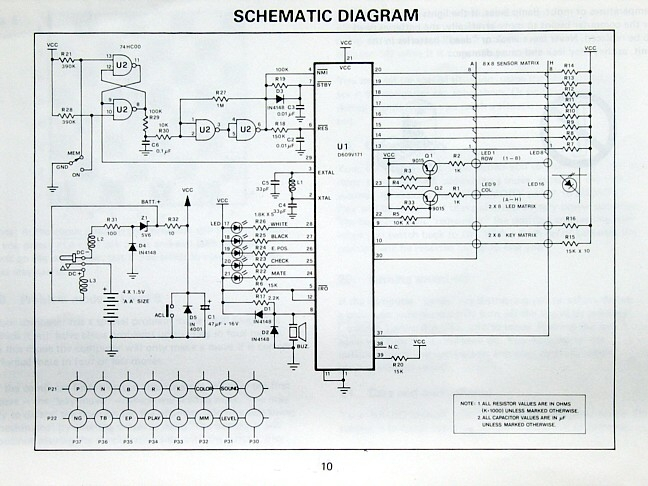
Schaltplan des Tandy radio shack 1650 – man wird sich dem Herzen des Gerätes annähern können und seine Verfahrensprozeduren skizzieren können – unklar ist jedoch, ab wann die Prozesse selbst als Denken bezeichnet werden.

In eine eigene mehr durch technologische Projekte bestimmte Problemzone drang die Künstliche-Intelligenz-Forschung vor. An einer Stelle ist sie jedoch mit der Evolutionären Erkenntnistheorie verbunden: Sie fragt aus den Naturwissenschaften und der Konstruktion von Maschinen kommend, wo Verstehen anfängt und wo Bewusstsein einsetzt. Beide Fragen kommen dort auf, wo Maschinen eingesetzt werden, die dem Menschen Denkvorgänge abnehmen und zur Interaktion zur Verfügung stehen: Schachcomputer etwa spielen Schach, dennoch geht man nicht davon aus, dass sie (menschlich) denken. Weder die Abbildung des Gerätes noch sein Schaltplan zeigen die Grundgedanken des Schachspiels. Immerhin sind die Regeln des Schachspiels in Algorithmen gegossen. Der klassische Schachcomputer spielt stumpf unzählige Möglichkeiten durch und bewertet jedes Ergebnis nach festen Maßstäben. Menschen kommunizieren mit Maschinen, wenn sie eine Bestellung per Telefon über ein Spracherkennungsverfahren abgeben. Die von den Menschen konstruierten Maschinen reagieren auf diese, und umgekehrt. Man mag solche Vorgänge als mechanischen Denkprozess bezeichnen, jedoch nicht als kreativen. Solche Systeme reagieren entsprechend ihrer Programmierung und reproduzieren die in der konkreten Situation jeweils vorgesehene Reaktion. Auch wenn derlei Automaten zu allen Zeiten die Menschen beeindruckt haben, kann von Verstehen oder gar Bewusstsein jedenfalls nicht die Rede sein.
Die erkenntnistheoretische Grundfrage lautet, ab wann solche konstruierten Maschinen zu „verstehen“ beginnen, wann sie „wissen“, wovon sie gerade reden, wann ein „Bewusstsein“ auf Seiten der korrekt reagierenden Maschinen entsteht. Die Frage weckt kommerzielle Interessen: Suchmaschinen erfassen die Seiten des Internets – es wäre ein immenser Vorteil, wenn sie „verstehen“ könnten, worum es auf den ausgewerteten Internetseiten geht. Dabei ist nicht klar, was „verstehen“ überhaupt sein soll; und in welchem Fall, in welchem Maß, ob es überhaupt notwendig ist: Menschen agieren sicher im Alltag, und verstehen doch nie alle Hintergründe und Zusammenhänge – wie wäre das auch leistbar? Entsteht das Verstehen einfach beim Lernen recht vieler Zusammenhänge also durch das Anhäufen von Allgemein- bzw. „Weltwissen“? Dann gehen die aktuellen Fortschritte beim Maschinellen Lernen durchaus in Richtung des maschinellen Verstehens. Ein Bewusstsein, das sich selbst als Individuum begreift und Handlungsoptionen abwägt, schließlich entscheidet und in irgendeiner Form die Initiative ergreift, wäre das allerdings nicht.
Sprachprogramme, die Übersetzungen liefern, können das Leben erheblich vereinfachen. Es stellt sich die Frage, ob sie verstehen können müssen, was sie übersetzen. Ein Zweig der Forschung (ausführlicher der Artikel Maschinelle Übersetzung) optimiert die schlichte Zuordnung anerkannt gleichbedeutender, bereits vorliegender Textpassagen: Die Maschine durchsucht einen Vorrat an parallelem Sprachmaterial, bis sie in ihm eine Passage findet, die sie als Übersetzung anbieten kann. Generische Satzkonstruktionen erlauben die Übersetzung beliebiger und auch nie zuvor genauso formulierter Sätze.
Der andere Zweig der Forschung simuliert ein Verstehen des Ausgangstextes: Sätze werden analysiert, ihre Bedeutung wird bis an den Punkt aufgegliedert, an dem die Maschine eine korrekte und vollständige Kette an Aussagen zum Inhalt bilden kann – sie benötigt dazu Wissen über die Sprache und „Weltwissen“, Wissen, was da tatsächlich gemeint ist. Im dritten Schritt drückt sie ihr Wissen über die gemachten Aussagen in der Zielsprache aus. Das scheint Verständnis zu simulieren; und funktioniert bislang schlechter als das erste Verfahren – weil wirkliches Verständnis dabei noch immer nicht zustande kommt.
Alan Turing notierte in einer erkenntnistheoretischen Wendung bereits in den 1950er Jahren das Problem, auf das die Entwicklung zuschreitet, auf Seiten des Beobachters: Ob man weiß, ob der Mensch, mit dem man kommuniziert, mit einem Bewusstsein ausgestattet ist (so wie man selbst). Man geht davon aus, um mit ihm angemessen umgehen zu können. In dem Moment, in dem eine Maschine einem Menschen konsistent auf Fragen antworten wird, wird man (lange bevor die Antwort auf die Frage, ob Maschinen denken können oder nicht, bekannt ist) schlicht nicht mehr sagen können, ob ein Denken hinter den Antworten liegt, oder ob hier nur dauernd nur überzeugende Reaktionen auf Fragen geliefert werden – „ohne Bewusstsein dahinter“. Seit 1990 ist der Loebner-Preis auf den ersten erfolgreichen Turing-Test ausgesetzt. Noch gelang es keinem Computer, einen Menschen in seinen Antworten erfolgreich auch nur nachzuahmen. Es sieht so aus, als ob ein bestimmtes Weltwissen nötig ist, wo sinnvoll auf Fragen reagiert werden oder angemessen übersetzt werden soll. Man kann im Moment noch darüber streiten, inwiefern dieses Wissen mehr ist, als ein Spiel nach Regeln, in dem Antworten mit möglichen Fragen zu vorab definierten Gegenständen der Erkenntnis verknüpft sind.

#### Renaissance der Philosophie des Geistes
In der Philosophie des Geistes werden die Strömungen zusammengefasst, die auf die Biologie, die Linguistik oder die klassische idealistische, den Geist gegenüber der Materie voraussetzende Philosophie rekurrierend der Frage nachgehen, wie Geist und Körper, Leib und Seele, Sprache und Denken zueinander stehen. Der gesamte hier bestehende Forschungsbereich verknüpft historische Debatten der Körper-Geist-Debatte mit aktuellen Fragestellungen aus Naturwissenschaften und Technik und entwickelte sich in dieser Kooperation in den letzten Jahren weitgehend unabhängig von der entschieden politisch und ideologiekritisch ausgerichteten Diskurstheorie.

### Schwerpunkt Wissenschaftstheorie und -soziologie
Die Vertreter des Pragmatismus, des „anything goes“, des Methodenpluralismus und der sogenannten postanalytischen Philosophie setzten in einer vor allem angloamerikanischen, zum geringeren Teil auch deutschen Traditionslinie die mit dem klassischen Positivismus eröffnete Debatte des frühen 20. Jahrhunderts fort. Wichtige Namen sind hier William James, F. C. S. Schiller, George Herbert Mead und John Dewey, Richard Rorty als Philosophen des Pragmatismus und Paul Feyerabend und Thomas S. Kuhn als Vertreter einer eher methodenpluralistischen relativistischen Erkenntnistheorie.

#### Wissen muss handhabbar bleiben: Pragmatismus
Pragmatisten können wie John Dewey biologistisch-darwinistisch argumentieren: Erkenntnisse „setzen sich durch“, sie tun dies nicht so sehr als „wahre“ denn als „nutzbare“ (darum das Wort „Pragmatismus“), Vorteile verschaffende. Sie können ebenso der analytischen Erkenntnistheorie des späten Positivismus nahestehen und Fragen über Geist und Materie zurückstellen gegenüber einer Suche nach mathematisch handhabbaren Modellen der Realität.
Paul Feyerabend und Thomas S. Kuhn teilen einige Intuitionen des Pragmatismus und haben sich besonders für Wissenschaftsgeschichte und Theorienwandel interessiert: Wissen ordnet sich in große Formationen, Paradigmen. Der Begriff „Paradigma“ bezeichnet dabei anscheinend nicht nur eine spezifische Theorie, sondern alles, was diese unmittelbar ermöglicht, plausibel, spezifiziert und anwendbar macht. Paradigmen werden so lange als möglich beibehalten. Erst wenn zu viele Phänomene auftreten, die sich nicht in ein bestehendes Paradigma fügen, werden neue Paradigmen bereitgestellt. Die Entscheidung für das eine oder andere Paradigma ist dann keine Sache von besseren oder schlechteren Gründen, denn zwei Paradigmen seien nicht vergleichbar, nur ihre Rhetorik. Später will Kuhn sein Hauptwerk anders verstanden wissen: es liefere implizit Kriterien für gute Theorien: Akkuratesse, Reichweite, Einfachheit, Fruchtbarkeit. Im Regelfall jedenfalls hat ein neues Paradigma auch neue Formulierungen auf anderen oder allen etablierten Gebieten des Wissens zur Folge. So setzte etwa die moderne Atomtheorie in einem Paradigmenwechsel die alte Theorie der vier Elemente außer Kraft – es wurden im selben Moment ganz neue Forschungen in allen Bereichen der Naturwissenschaften und der Medizin nötig. Falls sich die Mehrheit der Forscher einem neuen Paradigma anschließt, ist ein Paradigmenwechsel vollzogen.
Hinsichtlich etwa der Erweiterung des Untersuchungsgegenstands um vordiskursive, nicht explizite Möglichkeitsbedingungen und der Betonung der Abhängigkeit von Wissensproduktion von diesen wird ähnlich gedacht wie bei einigen französischen Theoretikern. Für viele Vertreter des Pragmatismus unterliegen Wissen und Theoriebildung wesentlich der Nutzung. Die Wandlung von Wissen unterliege daher dem Kriterium der Nützlichkeit. Letztere Größe wird allerdings kaum selbst Gegenstand pragmatischer Theorien. Aus der Sicht dieser Theoretiker ließe sich daher einwenden: Nützlichkeit wird in historischen Prozessen bestimmtem Wissen zugeschrieben, ist also selbst nur Ergebnis von Diskursen über das Wissen um Nützlichkeiten.
In diesem Zusammenhang ist auch auf die pragmatistische, durch Wittgenstein geprägte Argumentations- und Wissenschaftstheorie Stephen Toulmins hinzuweisen, der zugleich einer der bekannteren Kritiker Kuhns ist. In jüngeren Debatten ist der amerikanische Pragmatismus in der von William James, Charles Sanders Peirce und John Dewey vertretenen Form zu neuer Bedeutung gelangt. Entscheidend dabei war besonders die – deutlich unterschiedlich akzentuierte – Rezeption durch Hilary Putnam und Richard Rorty. Der interne Realismus Putnams ist nach üblichen Kategorisierungen als Antirealismus zu bezeichnen, hält aber an Konzepten wie Wahrheit, Referenz, Intentionalität und dergleichen fest, wenngleich er Fragen wie „welches Begriffsschema ist das richtige?“ für sinnlos erachtet. Die leitende Intuition dabei ist, „dem Realismus ein menschliches Gesicht zu geben“, was etwa meint, die richtigen Einsichten realistischer Traditionen gegen eine Fixierung zu schützen, wie sie aus Putnams Sicht mit dem metaphysischen Realismus analytischer Theoretiker einherging. Diese verliere jeden Kontakt mit demjenigen Leben, welches man mit den eigenen Begriffen führen. Rorty dagegen ist Antirealist und vertritt, dass etwa „Wahrheit“ nur eine Abschlussvokabel sei, um Diskussionen für beendet zu erklären und jede Argumentation letztlich Rhetorik sei – und dies auch theoretisch einzusehen sei der erste Schritt zu mehr Gerechtigkeit und Solidarität. Dem manchmal so genannten „Neopragmatismus“ wird auch Jason Stanley zugerechnet, der eine pragmatistische gegen semantische Formen des Kontextualismus verteidigt.

#### Anything goes: Optionen des Methodenpluralismus
Eigenen Rang gewannen die Vertreter des „anything goes“ und des Methodenpluralismus mit dem Plädoyer für eine Vielfalt, wenn nicht Anarchie der gleichberechtigten Erklärungsmodelle. Man kann in einem bestimmten Kontext ein Modell anwenden, in einem anderen Kontext ein anderes, das womöglich mit dem ersten vollkommen unvereinbar ist. Hat man sich mit Paradigmen, Grundlagen von Wissensformationen, befasst, dann kann man im nächsten Schritt das Nebeneinander verschiedenster Theorien propagieren und als Vielfalt der Ansätze feiern. Es stellt sich die Frage, warum man, wenn Nützlichkeit Wissen auszeichnet, zu inflexiblen großen geschlossenen Systemen durchdringen sollte. – Effizienter könnte ein Nebeneinander lokal funktionierender Wissensbestände sein. Hier fand ein Brückenschlag in die Ästhetik der Postmoderne in den 1980er Jahren statt.
Zwischen dem wissenschaftstheoretischen Relativismus eines Thomas S. Kuhn oder Paul Feyerabend und der, auf „traditionelle“ philosophisch-weltanschauliche Grundannahmen verzichtenden, französischen Wissenschafts- und Erkenntnistheoretischen Schule der Épistémologie bestehen methodische Parallelen.
Die klarer auf Interessen ausgerichtete Forschung, die in den letzten Jahren in den Gender-, Postcolonial- oder Postsecularism-Studies innerhalb des Paradigmas der Cultural Studies fortlief, fand ihre Anknüpfungs- und Gegenpositionen bislang eher in der französischen Diskurstheorie als in den wissenschaftstheoretischen Relativismen, wie sie vor allem in den 1970er und 1980er Jahren populär waren.

## Zitate
- Nihil est in intellectu, quod non antea fuerit in sensu („Nichts ist im Verstand, was nicht vorher in den Sinnen war“) (John Locke)
- Nihil est in intellectu, quod non antea fuerit in sensu, nisi intellectus ipse. („Nichts ist im Verstand, was nicht vorher in den Sinnen war, außer dem Verstand selbst.“) (Gottfried Wilhelm Leibniz, Neue Abhandlungen über den menschlichen Verstand)
- „Gedanken ohne Inhalt sind leer, Anschauungen ohne Begriffe sind blind.“ (Immanuel Kant, Kritik der reinen Vernunft, B75)